# Els desastres de la guerra
Els desastres de la guerra (en castellà, Los desastres de la guerra) és una sèrie de 82 aiguaforts del pintor espanyol Francisco de Goya, realitzada entre els anys 1810 i 1820. L'horror de la guerra de la independència espanyola es mostra amb especial cruesa en aquesta sèrie. Les estampes detallen les crueltats comeses pels soldats napoleònics en la lluita amb el poble espanyol, en armes contra l'ocupació francesa. En vida de Goya només es van realitzar dues edicions completes. La primera edició va aparèixer el 1863 i van seguir altres en 1892, 1903 i 1906.
La Galeria Nacional de Finlàndia posseeix 80 dels 82 gravats a l'aiguafort que componen la sèrie. Les làmines van ser donades en 1901 per un col·leccionista privat i van ser elaborades després de la mort de Goya a partir dels originals.

## Galeria dels gravats

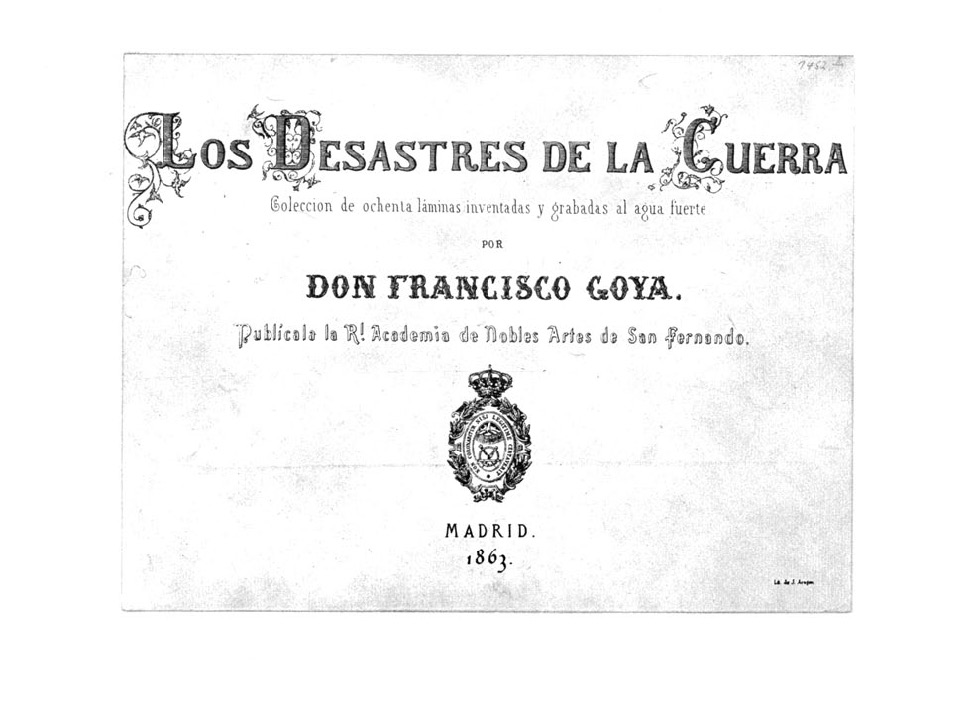
Coberta
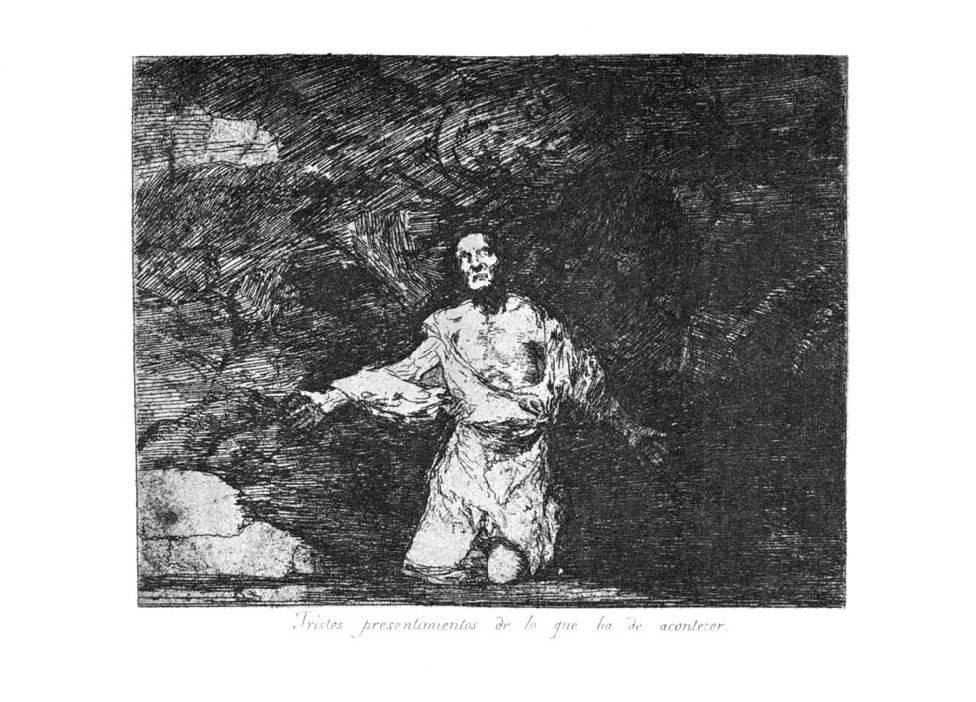
Estampa 1 Títol: Tristes presentimientos de lo que ha de acontecer.
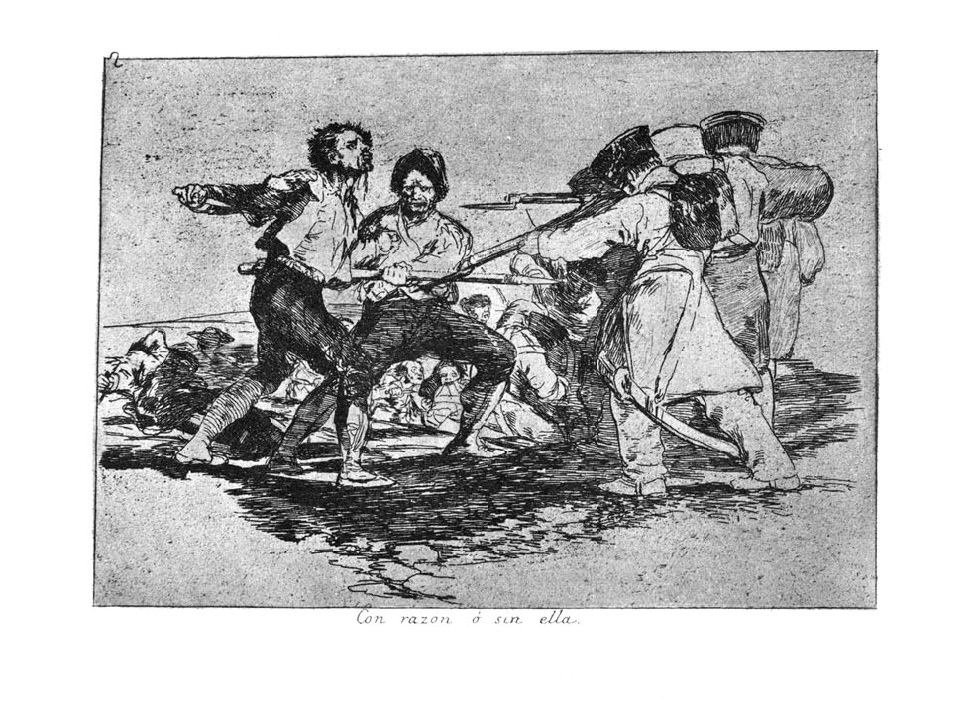
Estampa 2 Títol: Con razón o sin ella.
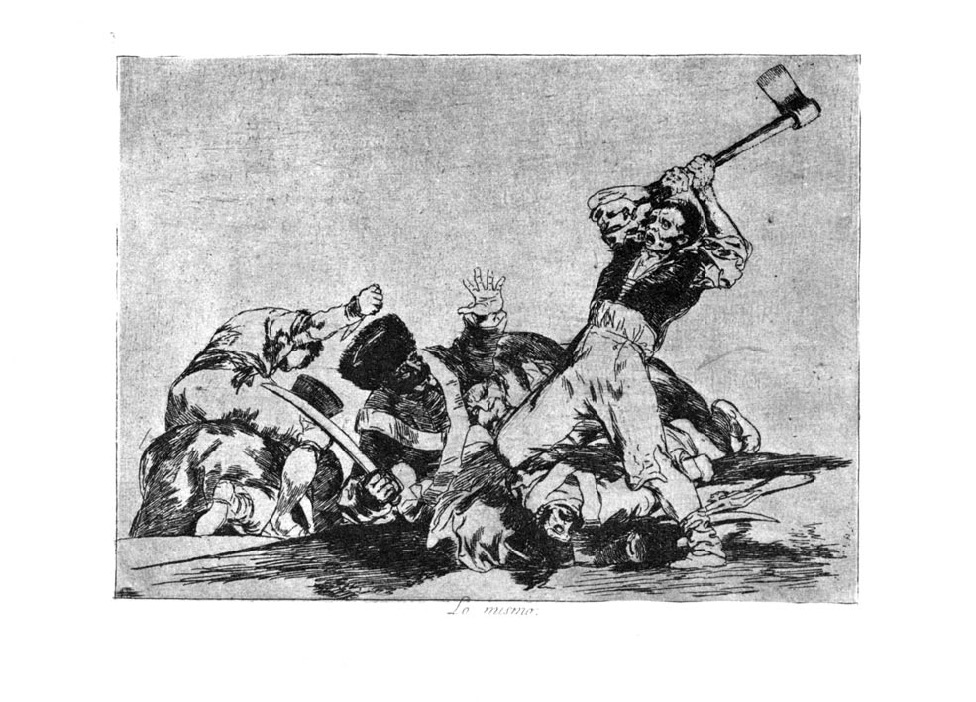
Estampa 3 Títol: Lo mismo.
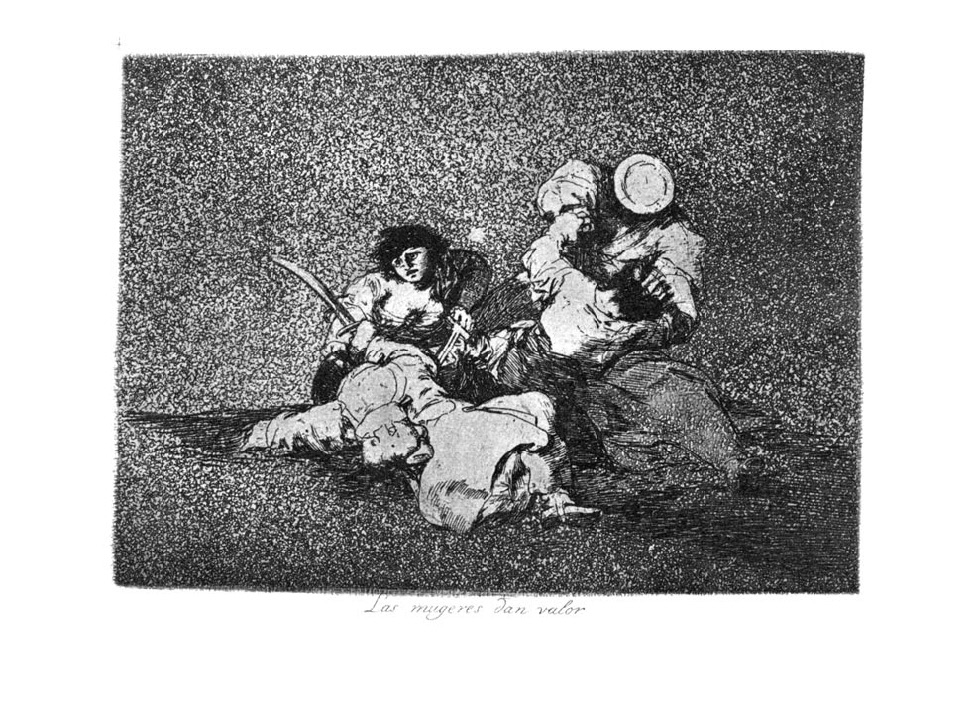
Estampa 4 Títol: Las mujeres dan valor.
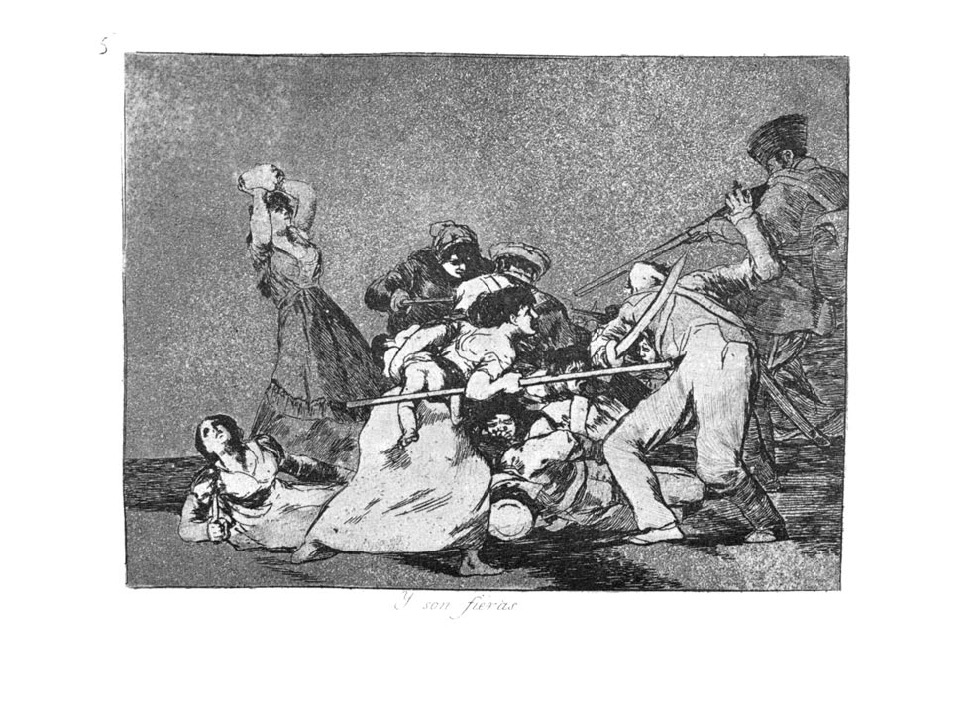
Estampa 5 Títol: Y son fieras.
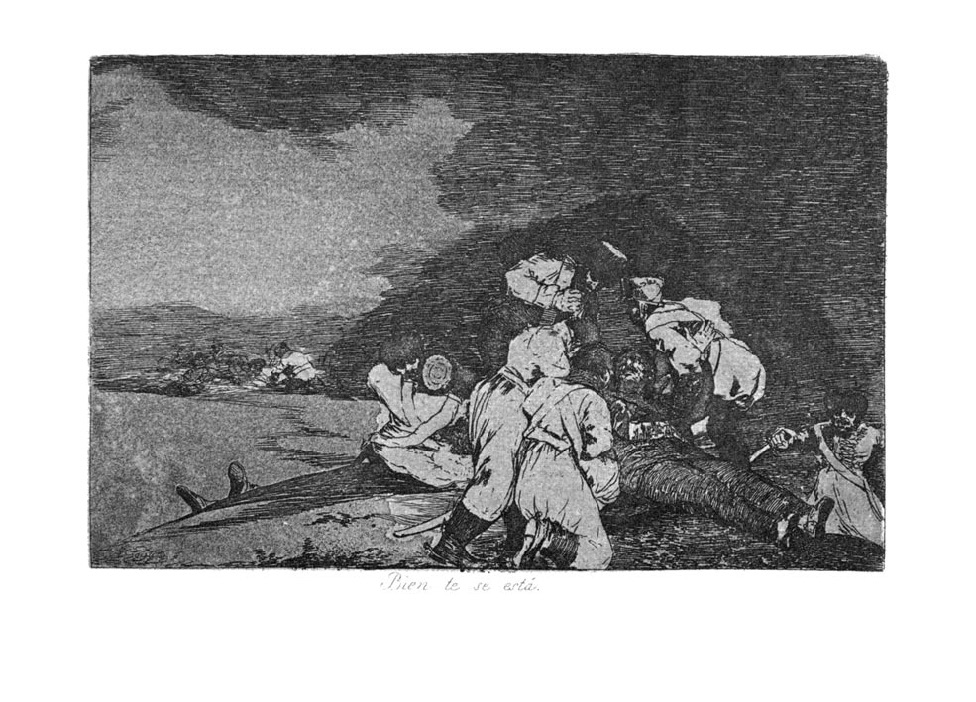
Estampa 6 Títol: Bien te se está.
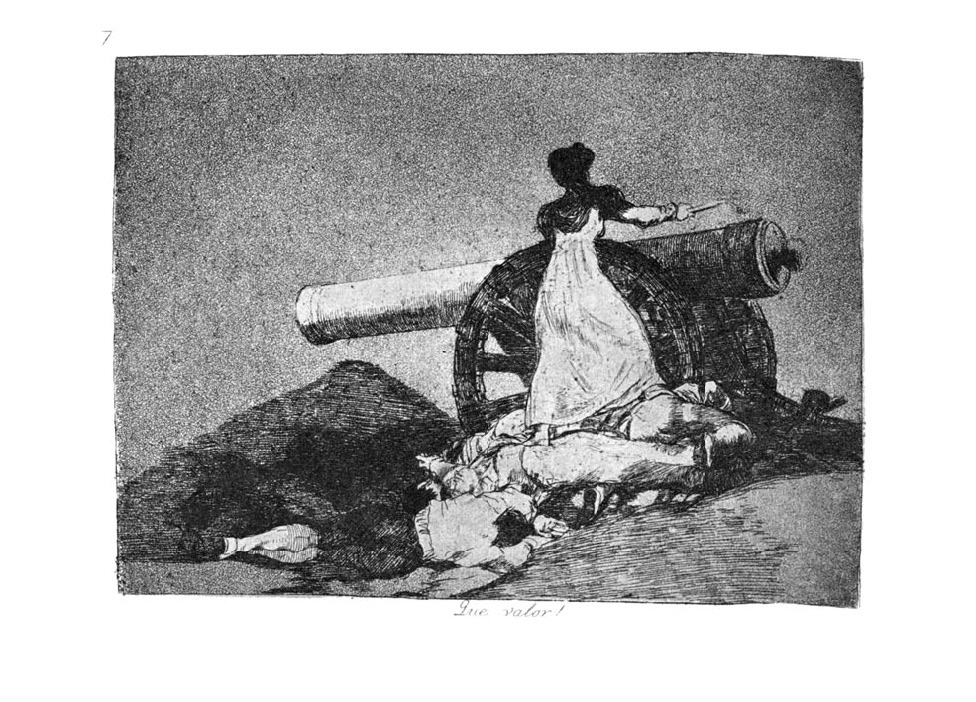
Estampa 7 Títol: ¡Qué valor!
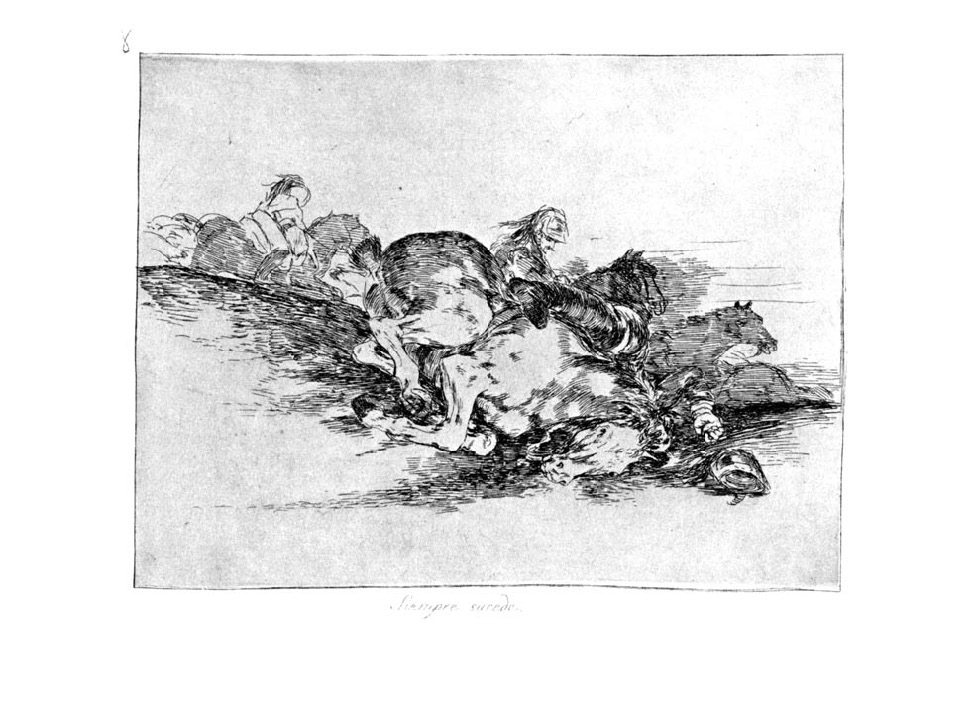
Estampa 8 Títol: Siempre sucede.
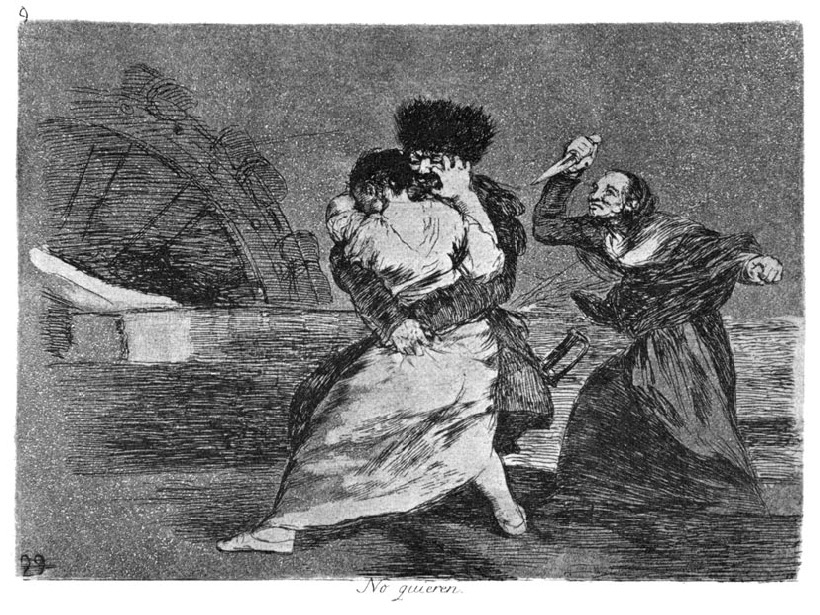
Estampa 9 Títol: No quieren.
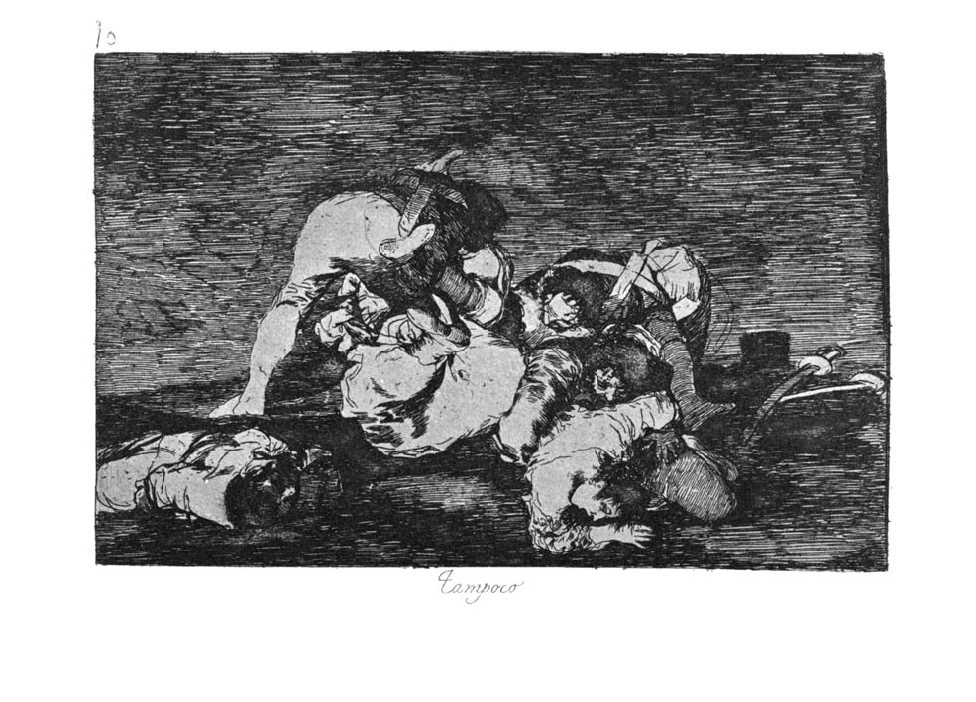
Estampa 10 Títol: Tampoco
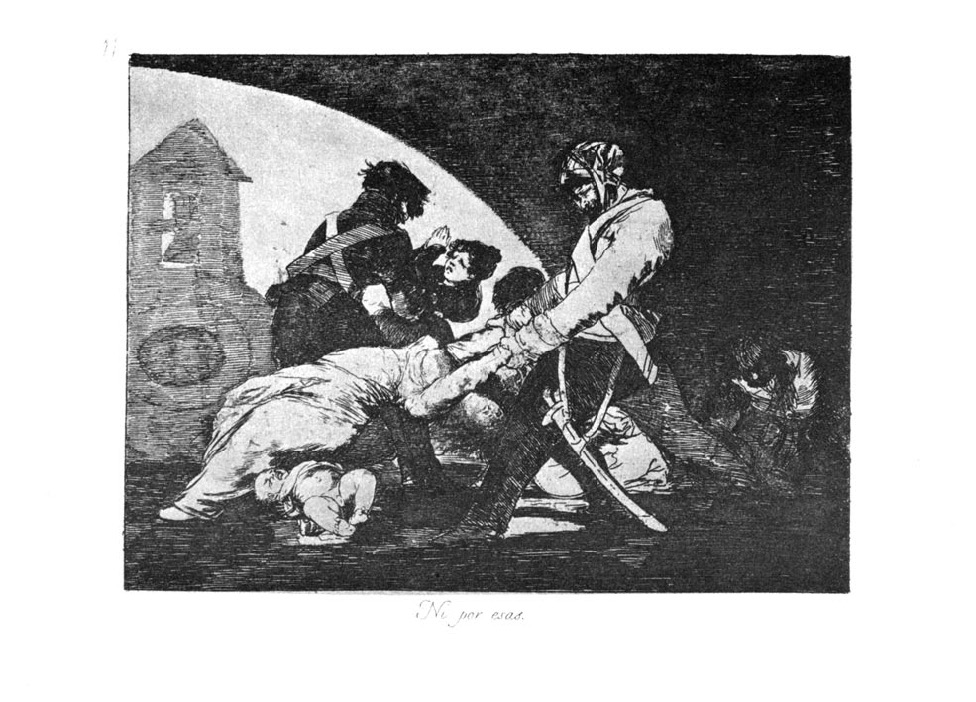
Estampa 11 Títol: Ni por esas.
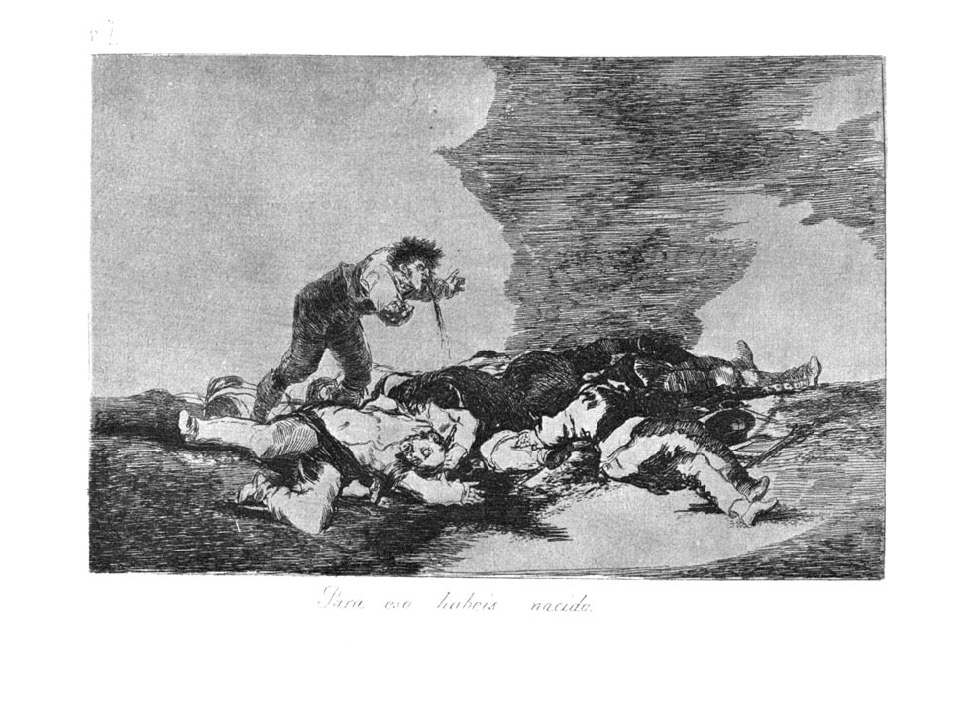
Estampa 12 Títol: Para eso habéis nacido.
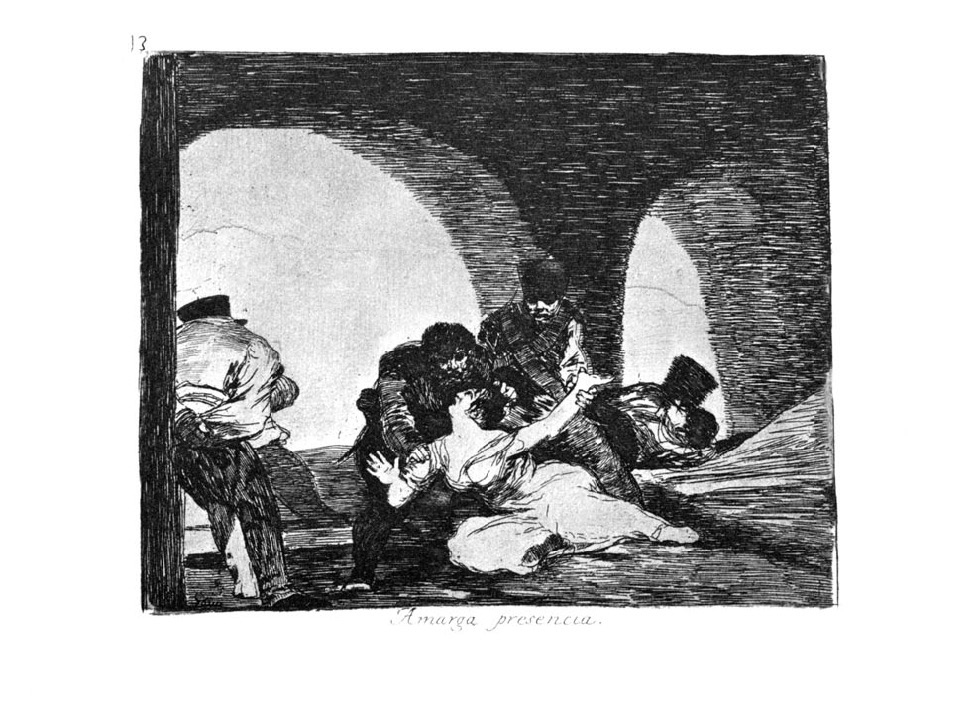
Estampa 13 Títol: Amarga presencia.
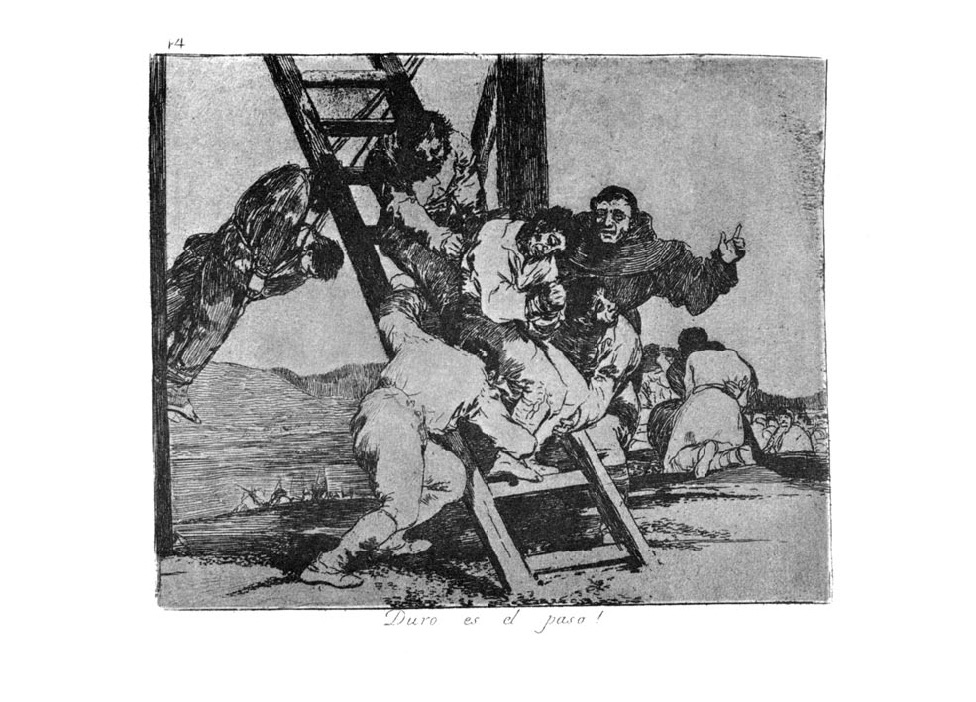
Estampa 14 Títol: Duro es el paso!
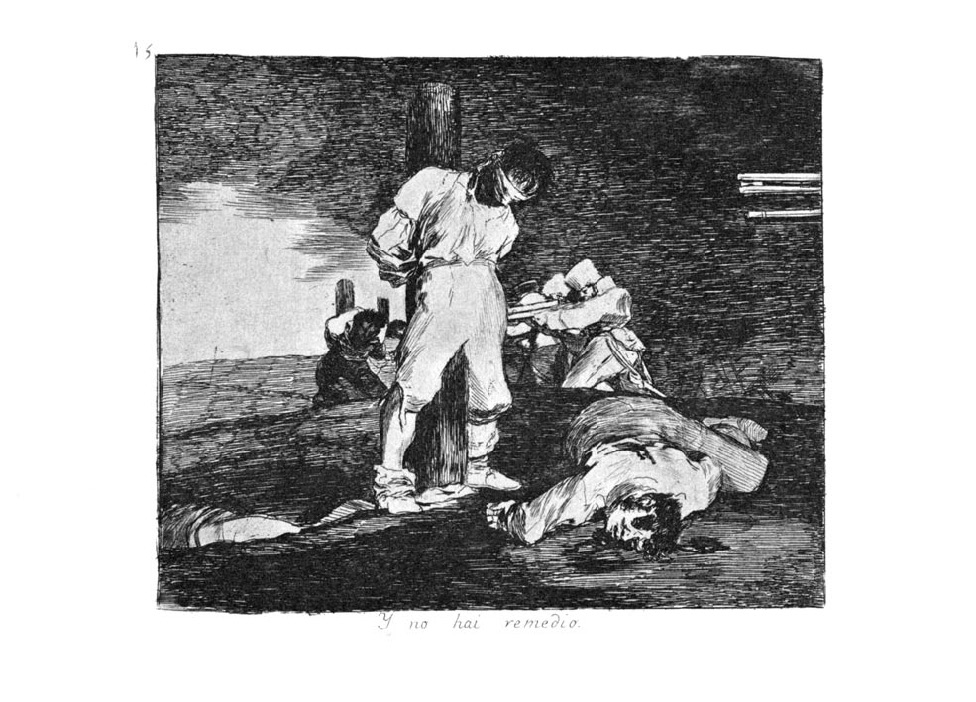
Estampa 15 Títol: Y no hay remedio.
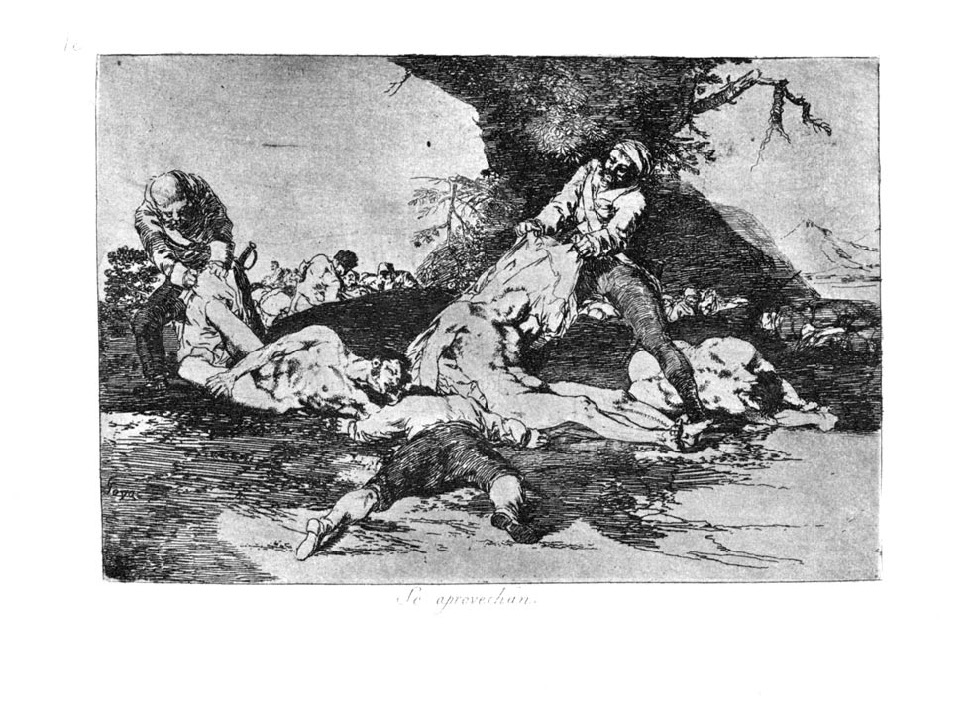
Estampa 16 Títol: Se aprovechan.
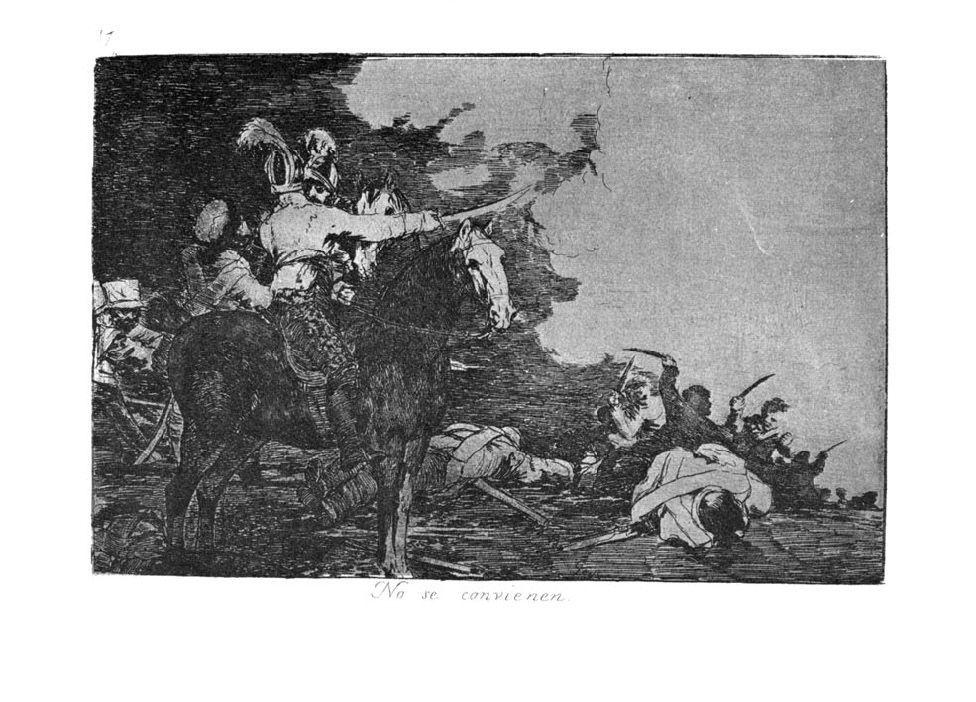
Estampa 17 Títol: No se convienen.
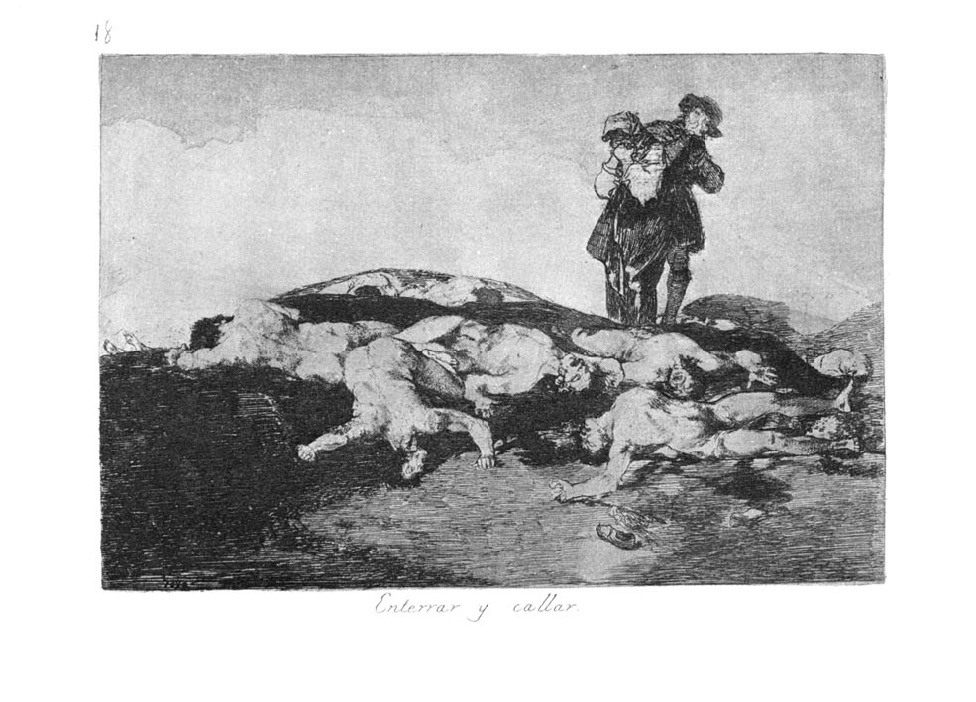
Estampa 18 Títol: Enterrar y callar.
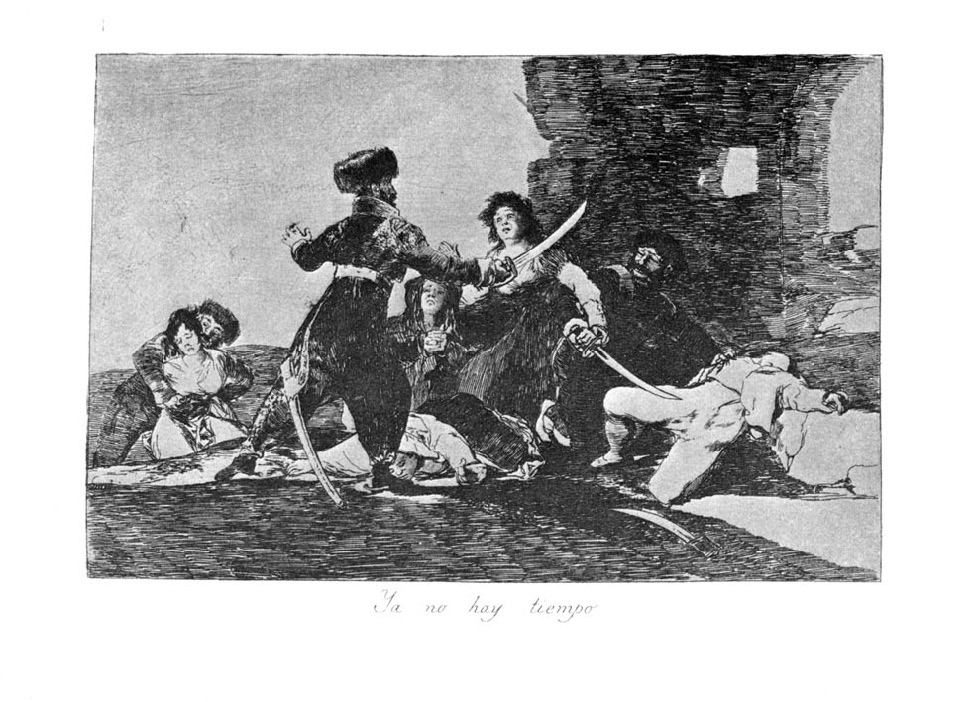
Estampa 19 Títol: Ya no hay tiempo.
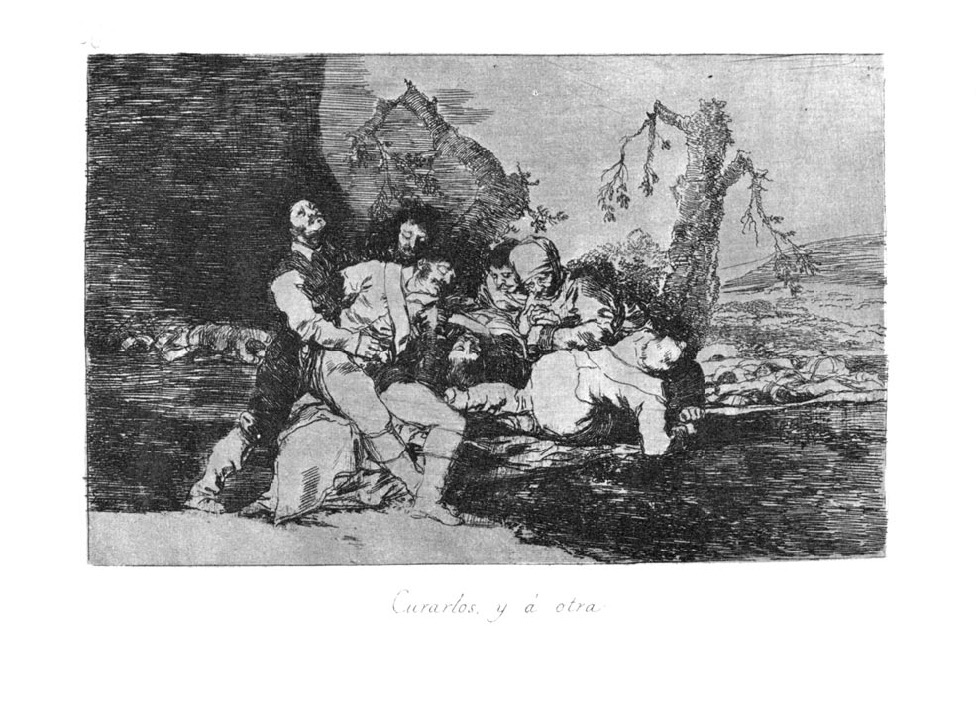
Estampa 20 Títol: Curadlos, y a otra.
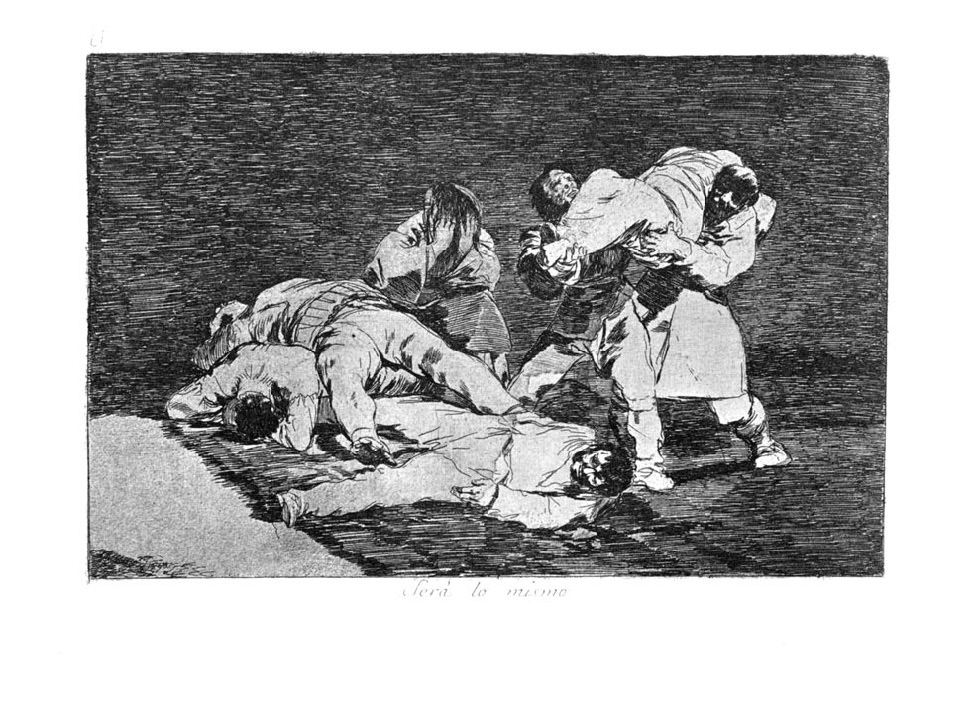
Estampa 21 Títol: Será lo mismo.
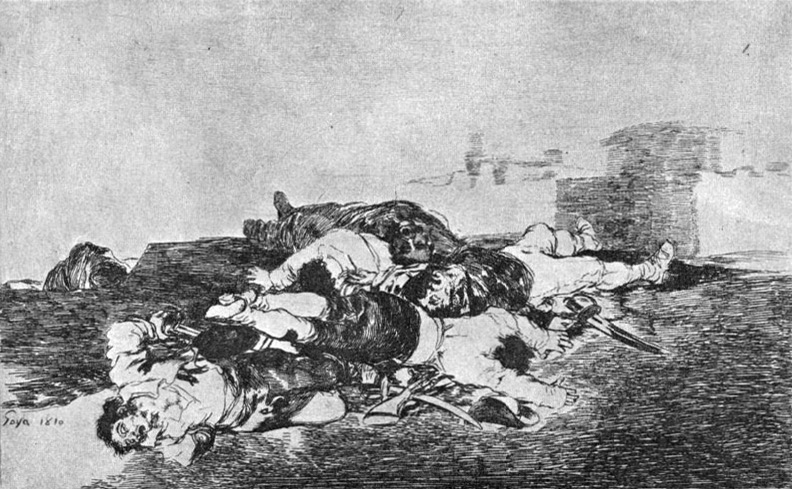
Estampa 22 Títol: Tanto y más.
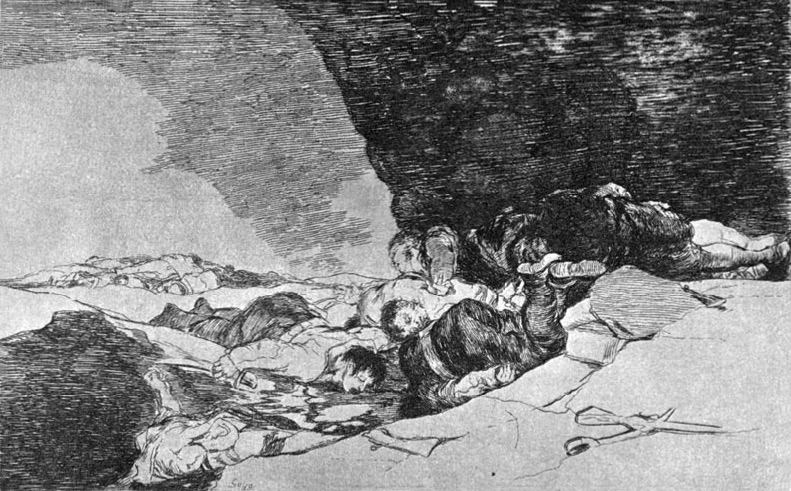
Estampa 23 Títol: Lo mismo en otras partes.
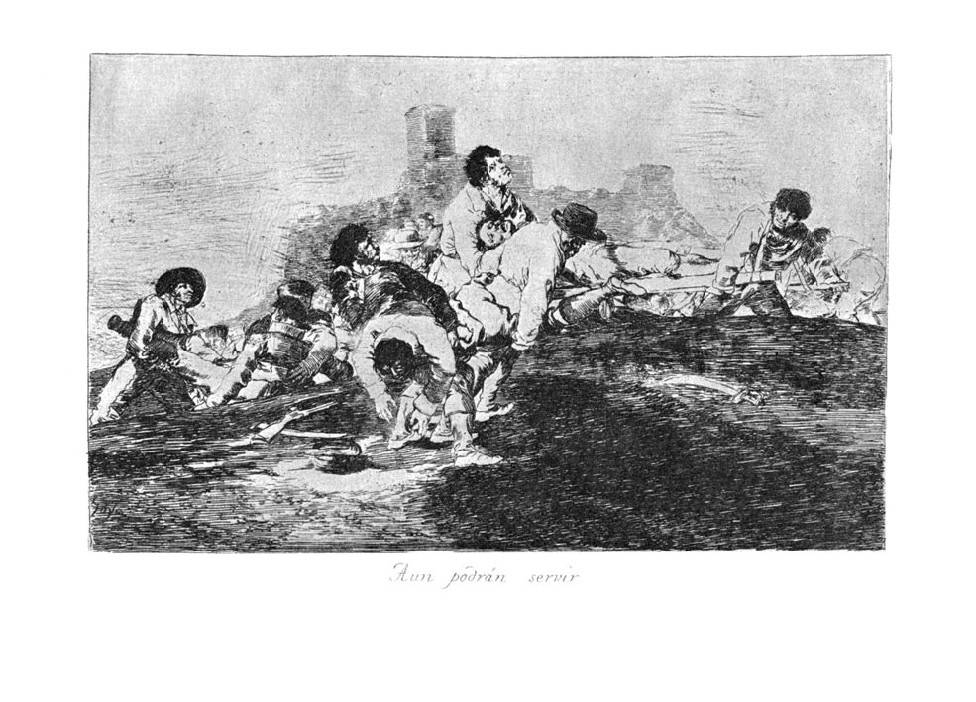
Estampa 24 Títol: Aun podrán servir.
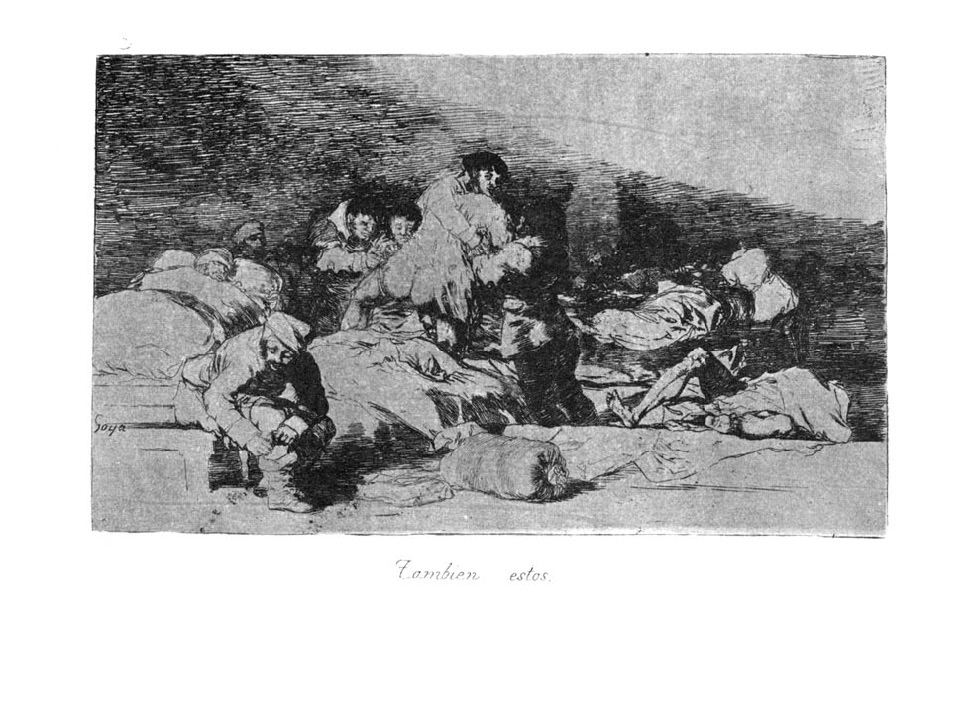
Estampa 25 Títol: También estos.
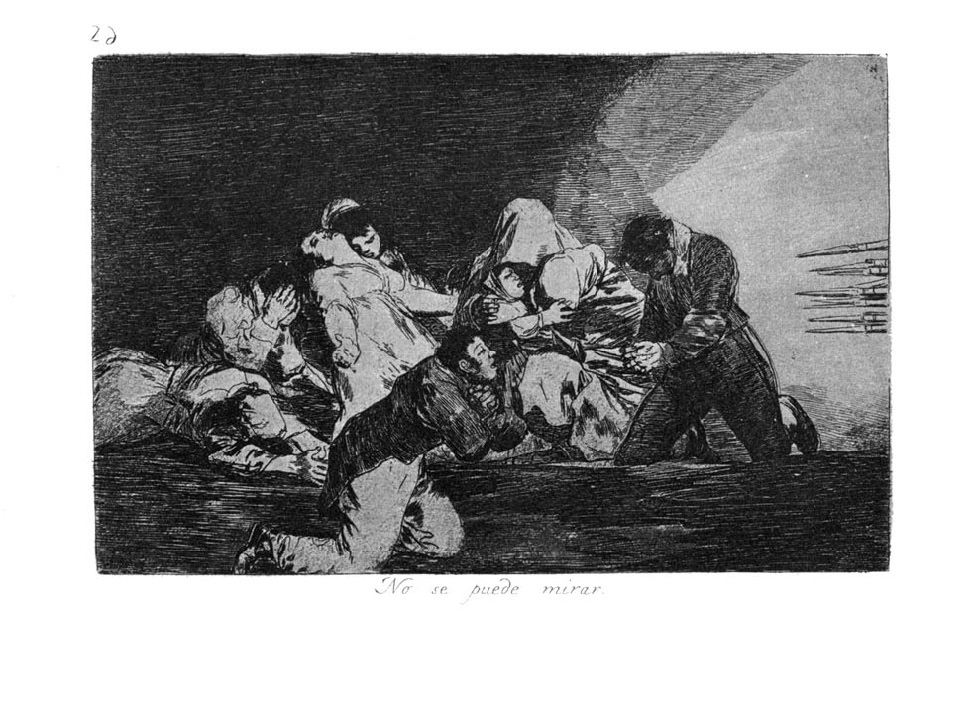
Estampa 26 Títol: No se puede mirar.
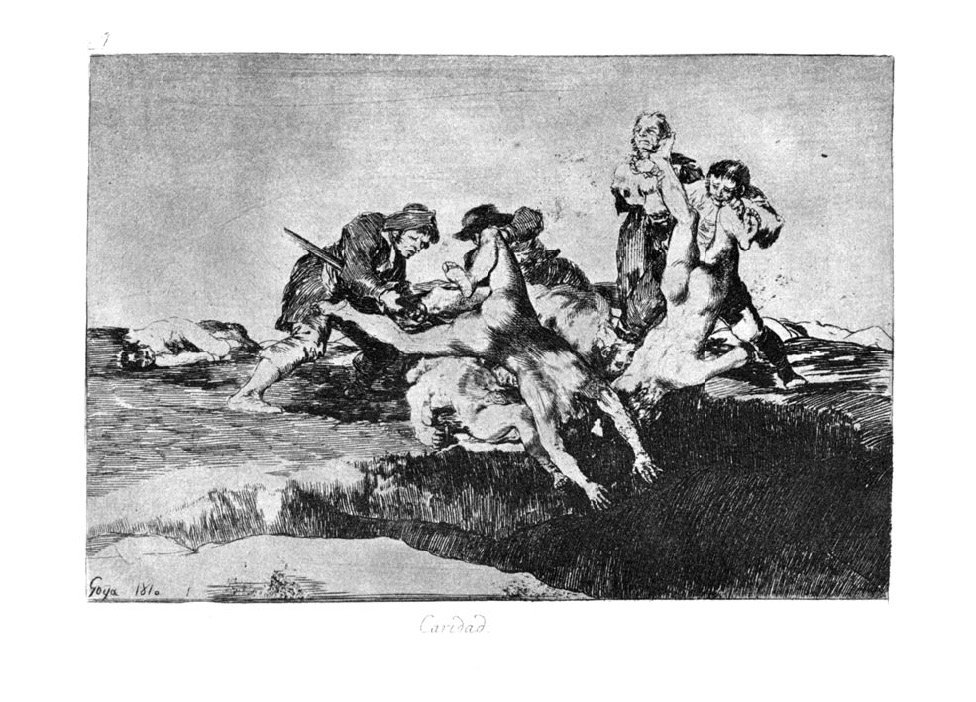
Estampa 27 Títol: Caridad.
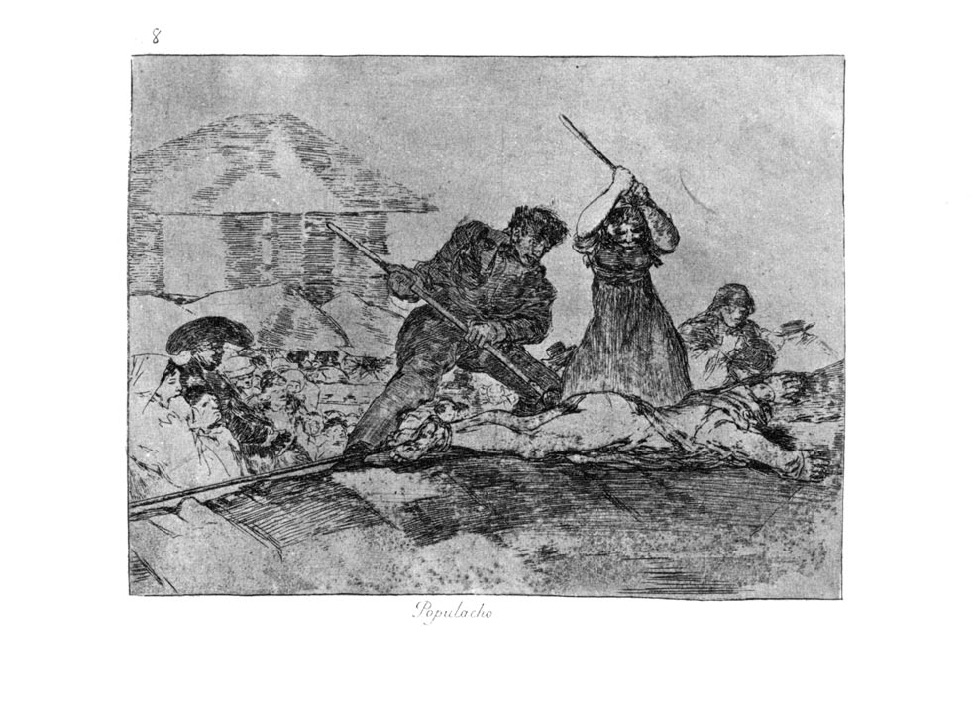
Estampa 28 Títol: Populacho.
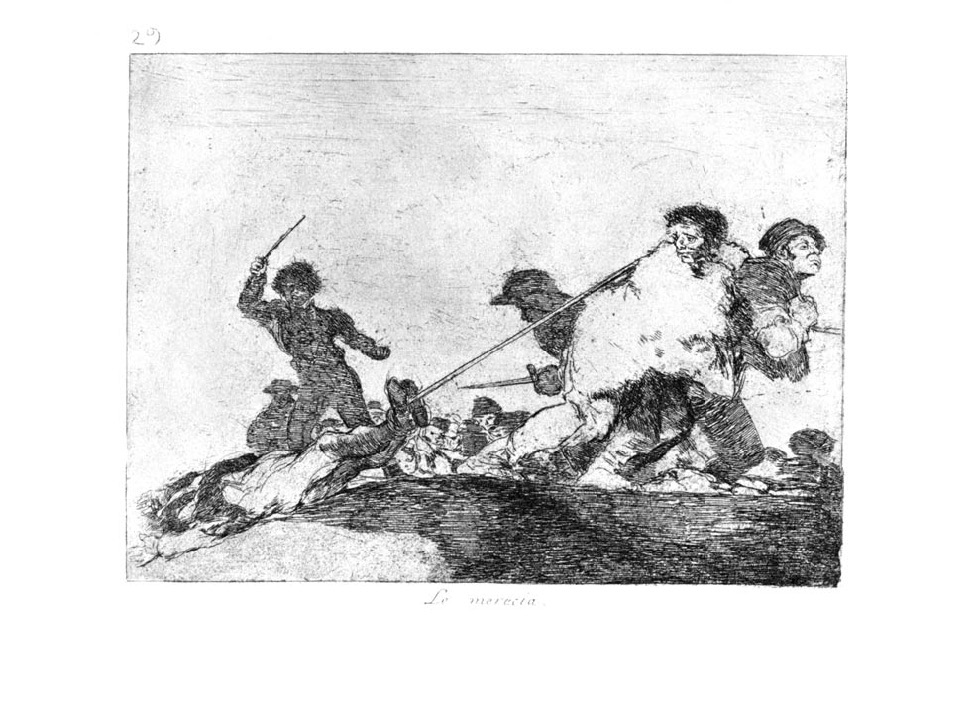
Estampa 29 Títol: Lo merecía.
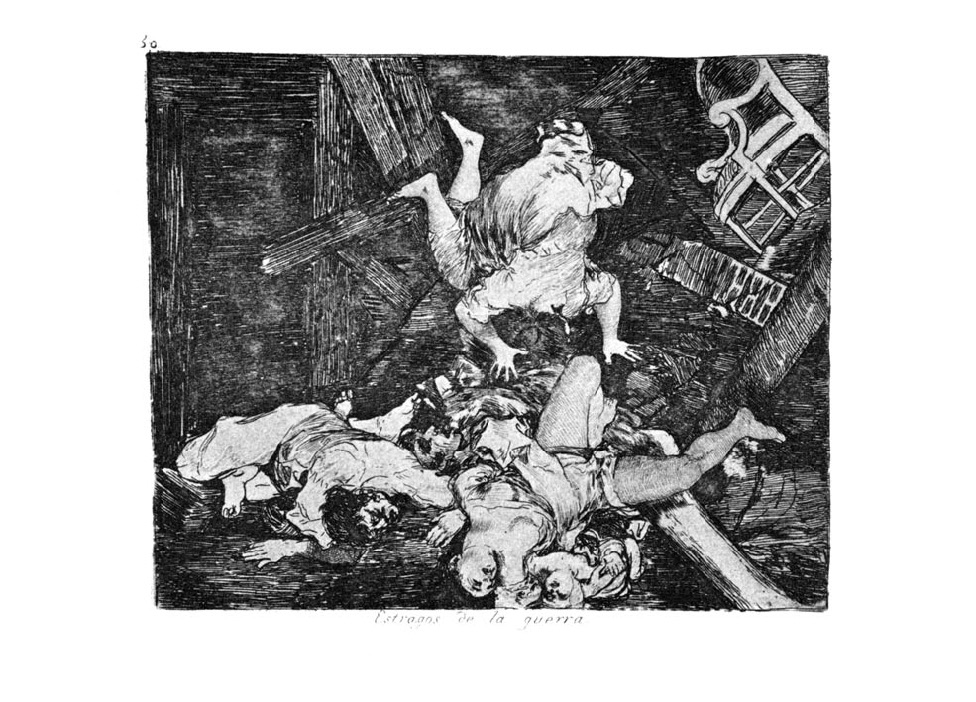
Estampa 30 Títol: Estragos de la guerra.
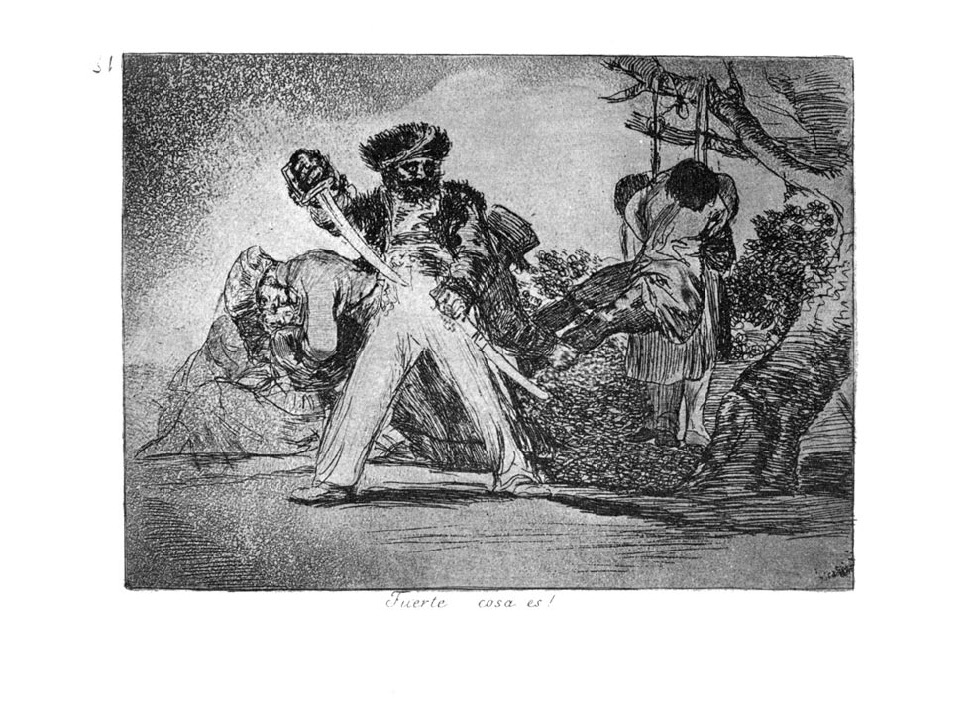
Estampa 31 Títol: ¡Fuerte cosa es!
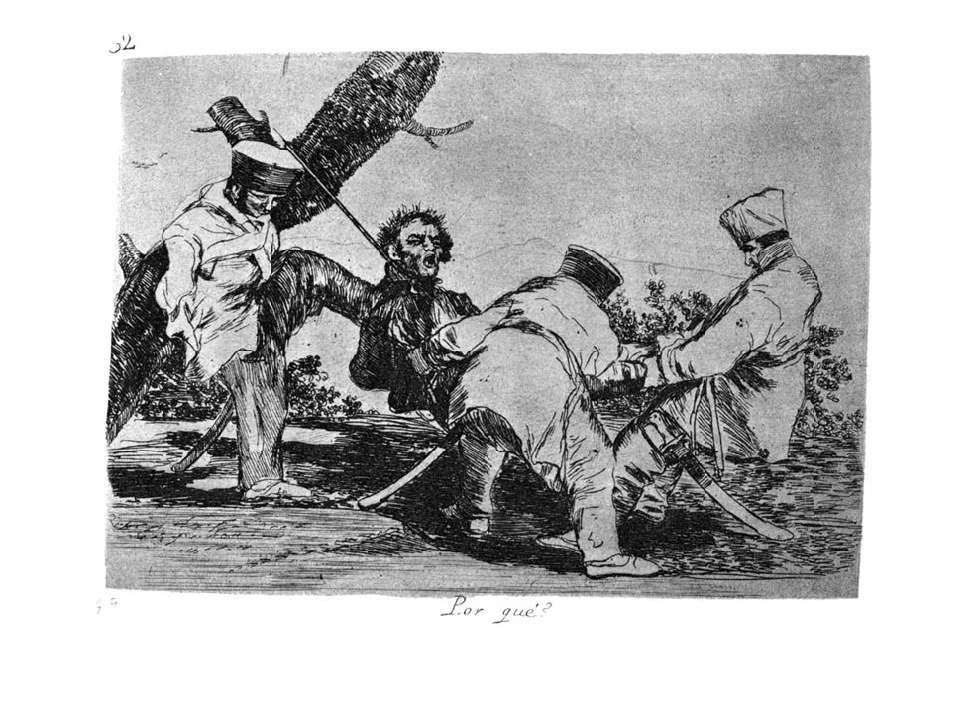
Estampa 32 Títol: ¿Por qué?
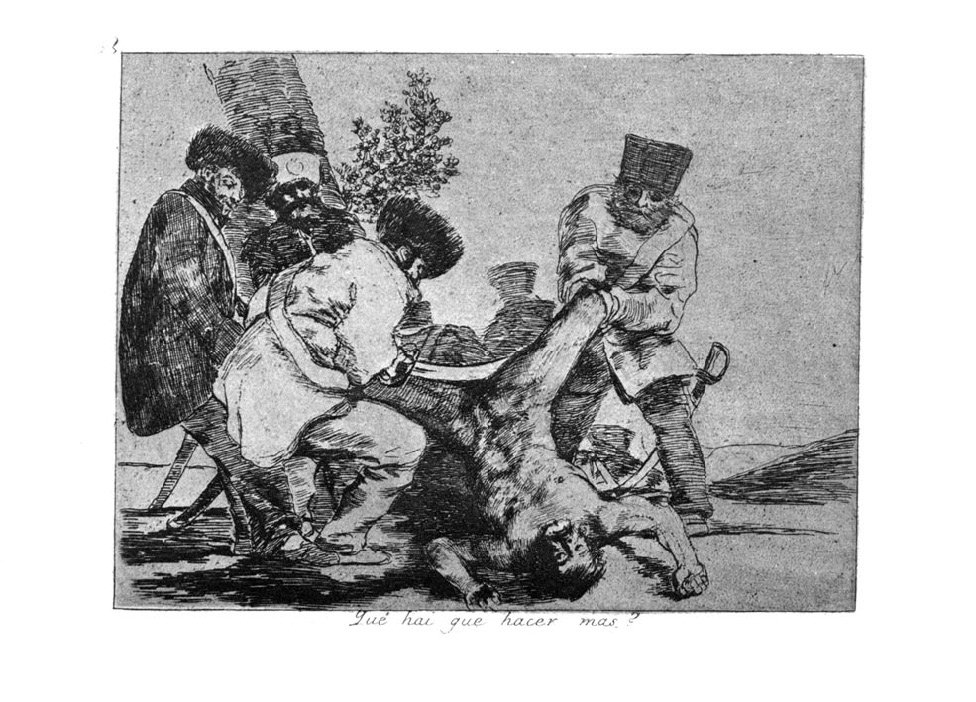
Estampa 33 Títol: ¿Qué hay que hacer más?
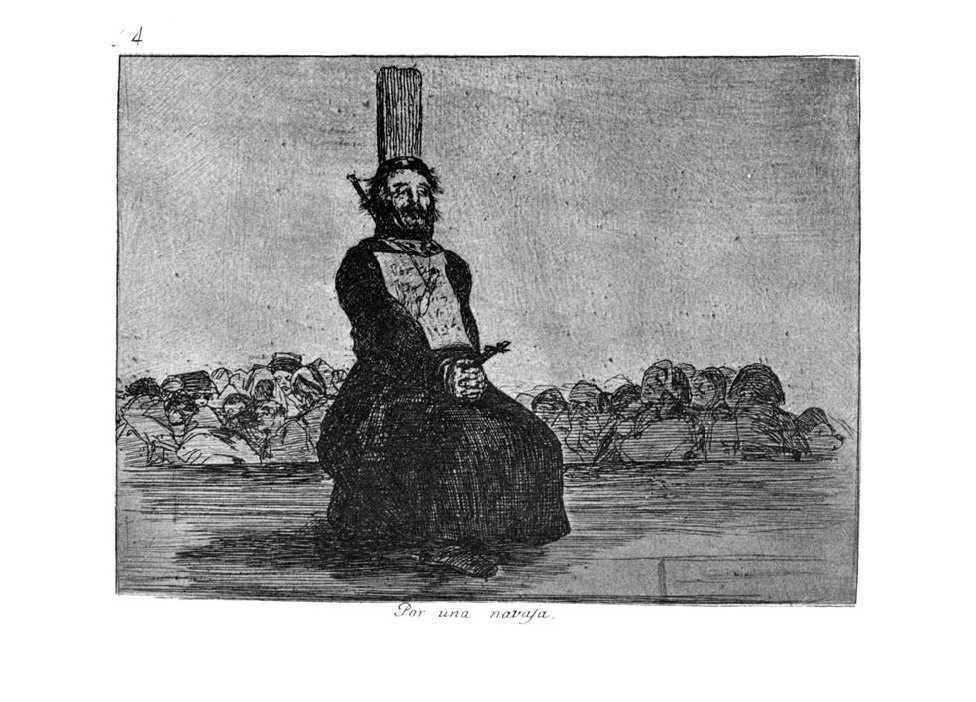
Estampa 34 Títol: Por una navaja.
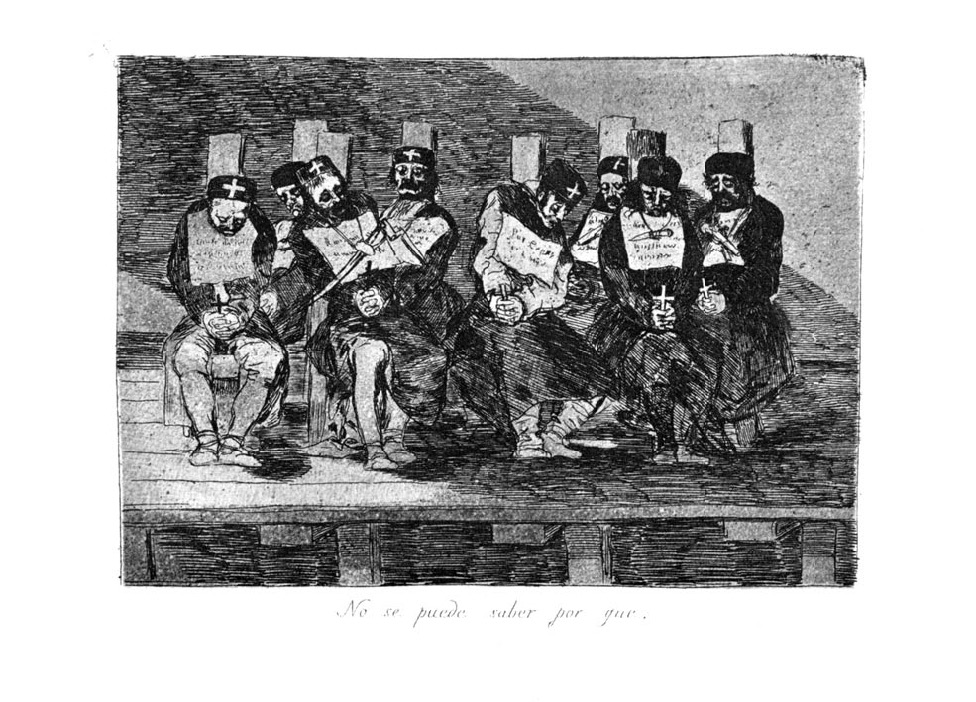
Estampa 35 Títol: No se puede saber por qué.
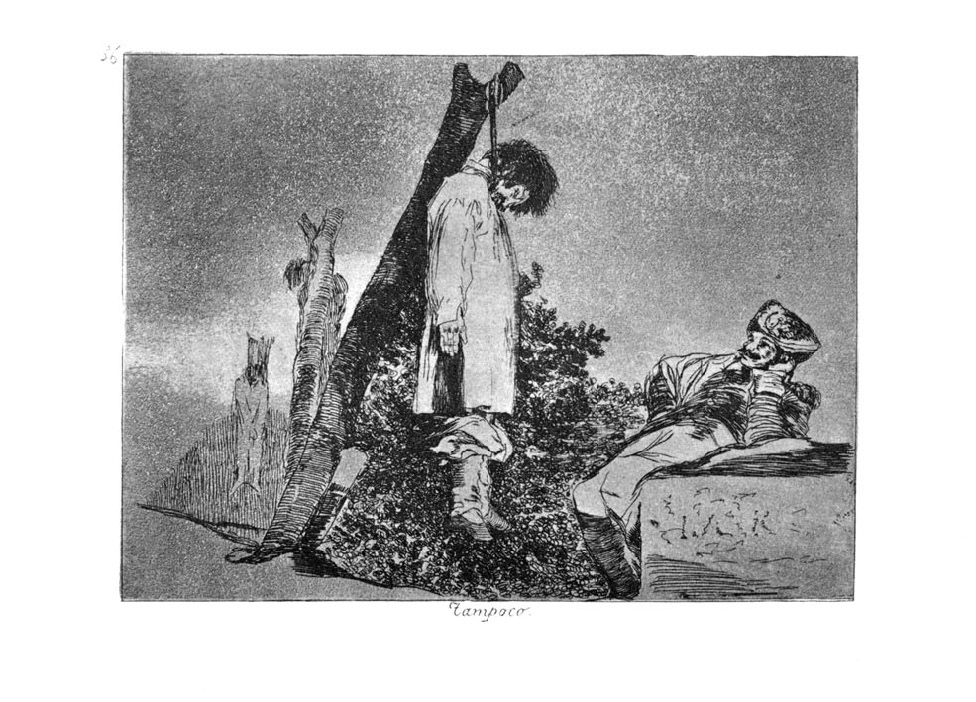
Estampa 36 Títol: Tampoco.
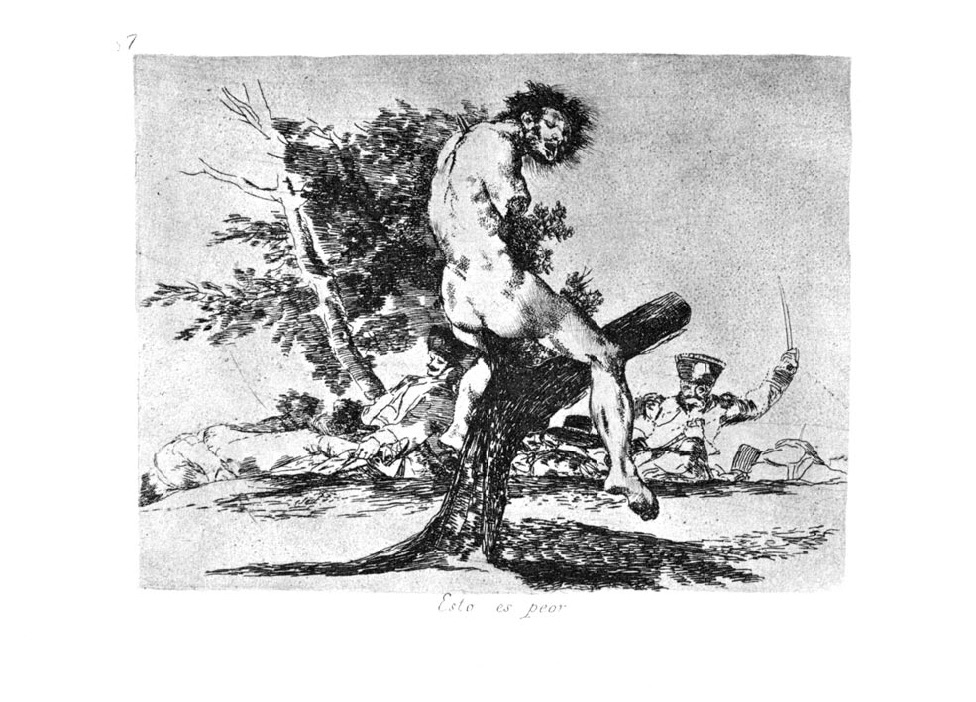
Estampa 37 Títol: Esto es peor.
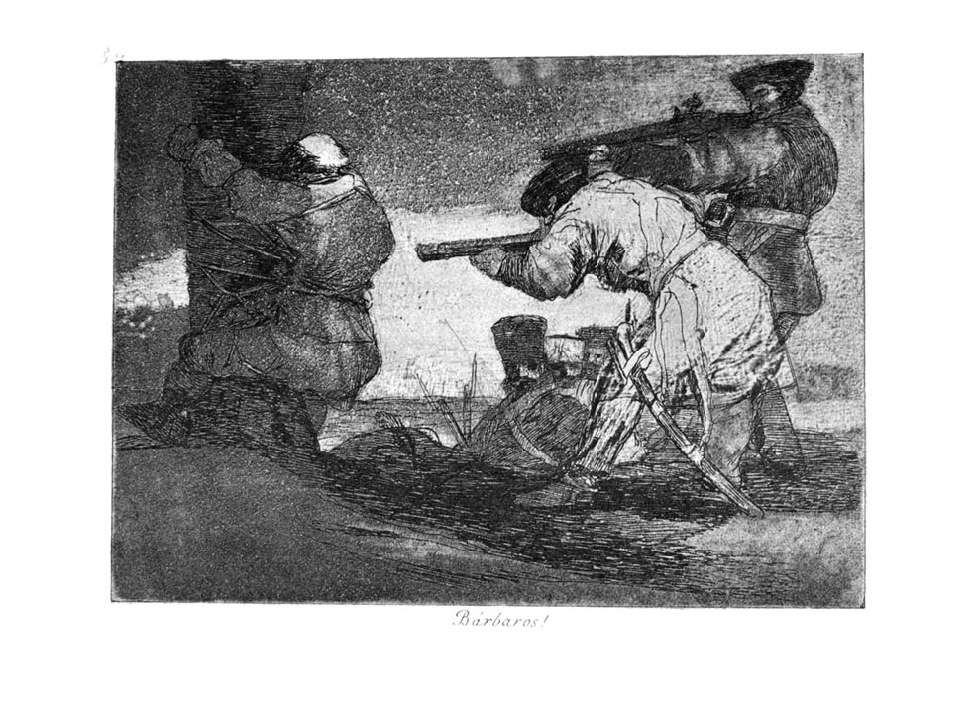
Estampa 38 Títol: Bárbaros!
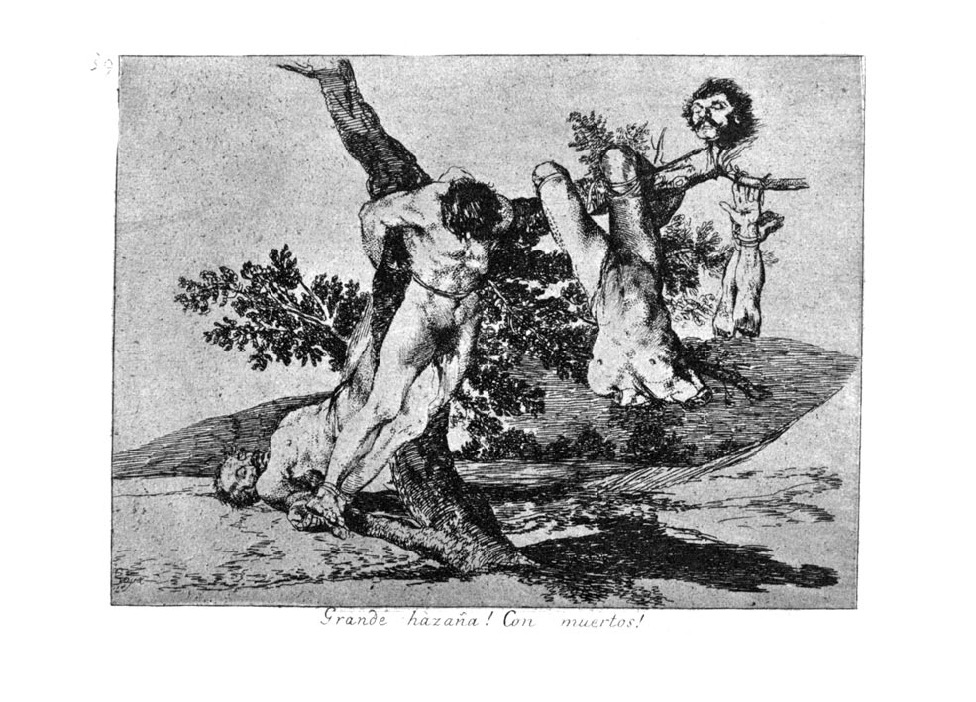
Estampa 39 Títol: ¡Grande hazaña!
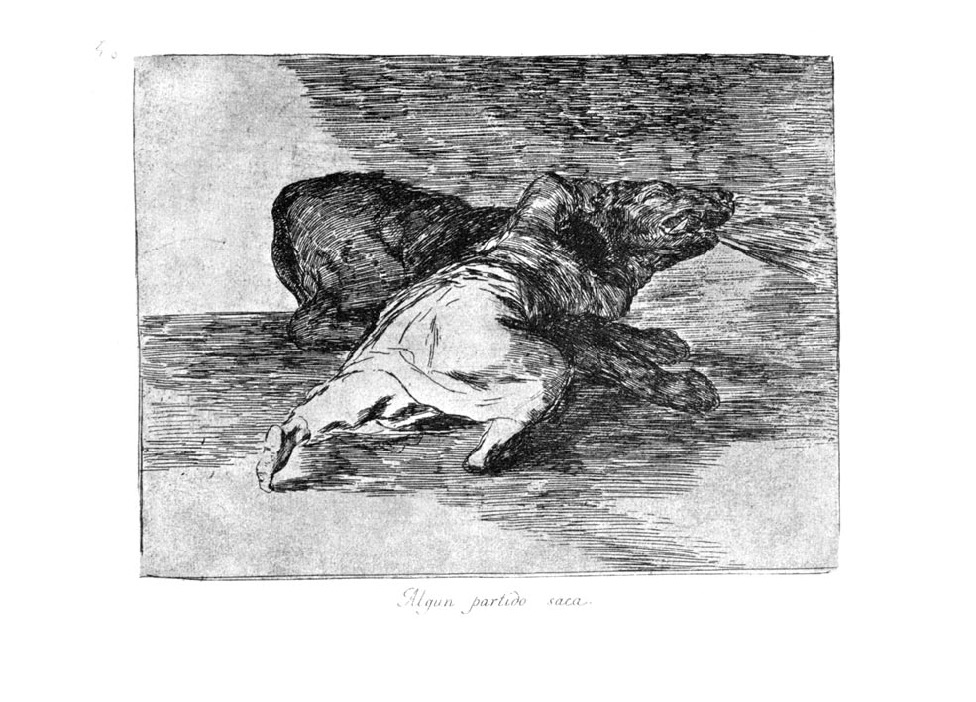
Estampa 40 Títol: Algun partido saca.
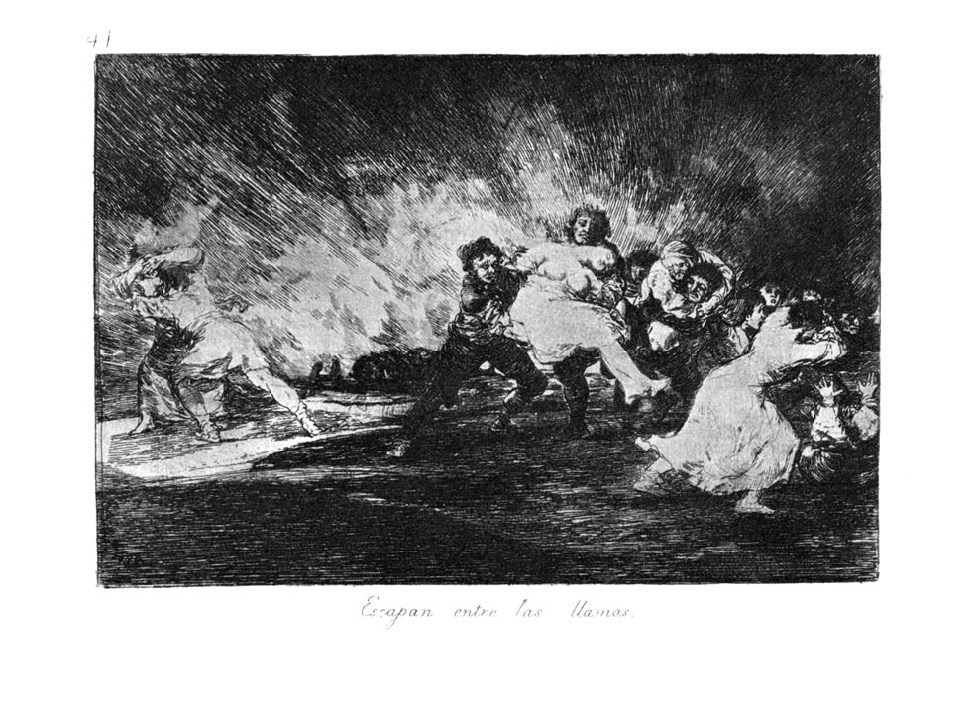
Estampa 41 Títol: Escapan entre las llamas.
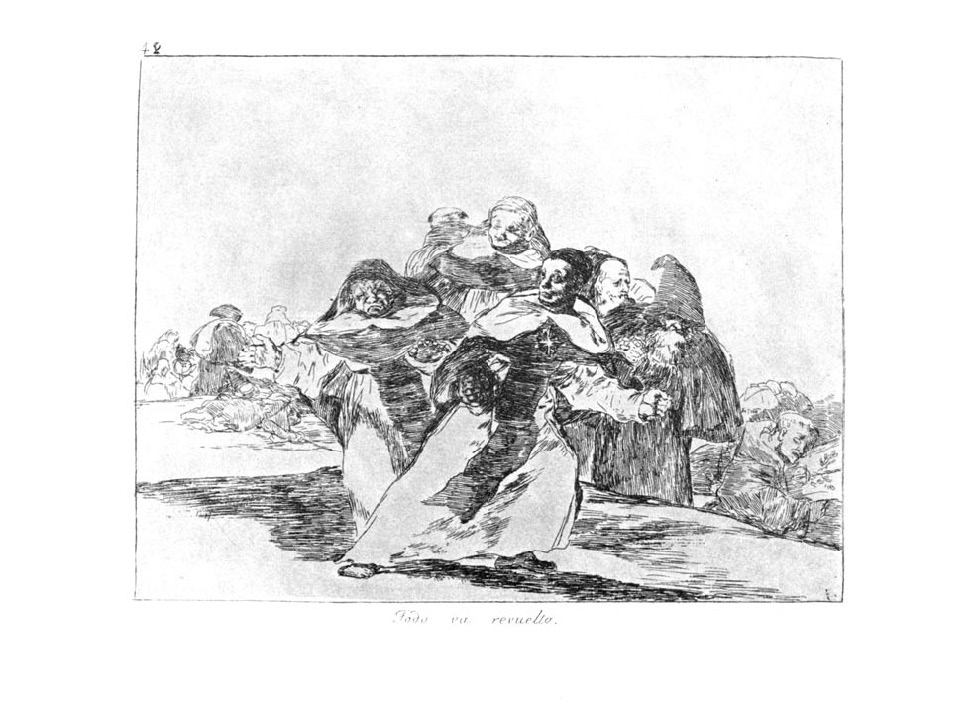
Estampa 42 Títol: Todo va revuelto.
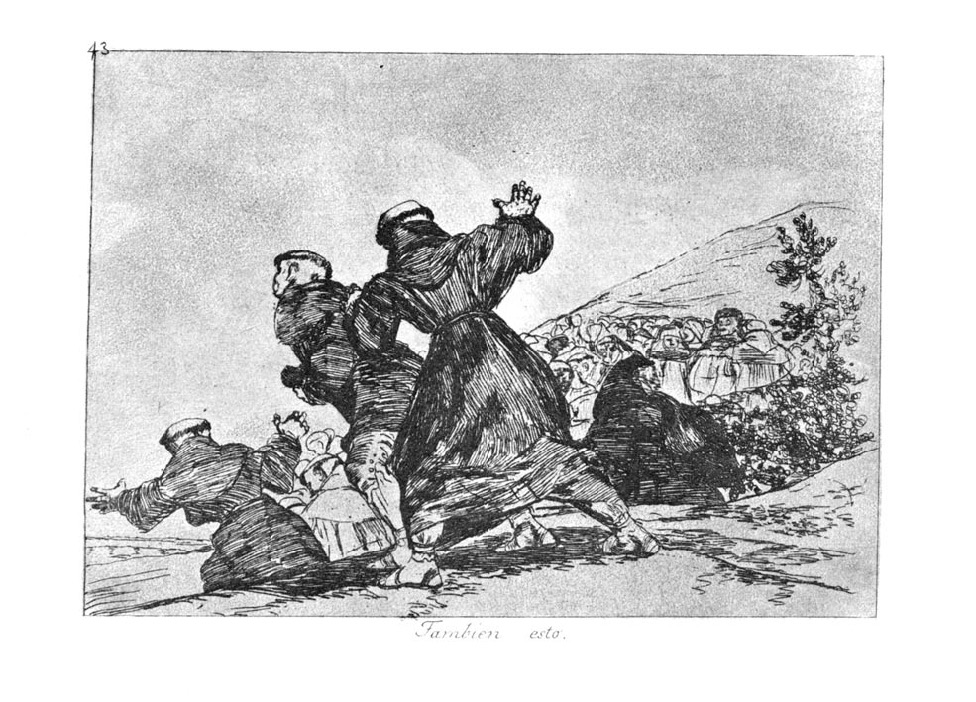
Estampa 43 Títol: También esto.
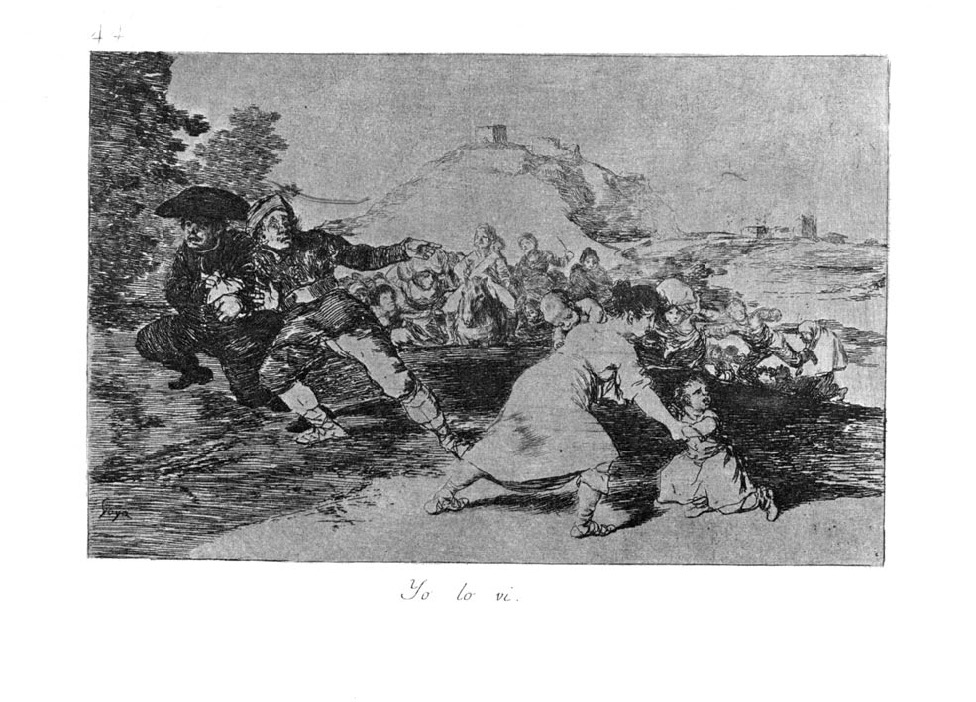
Estampa 44 Títol: Yo lo vi.
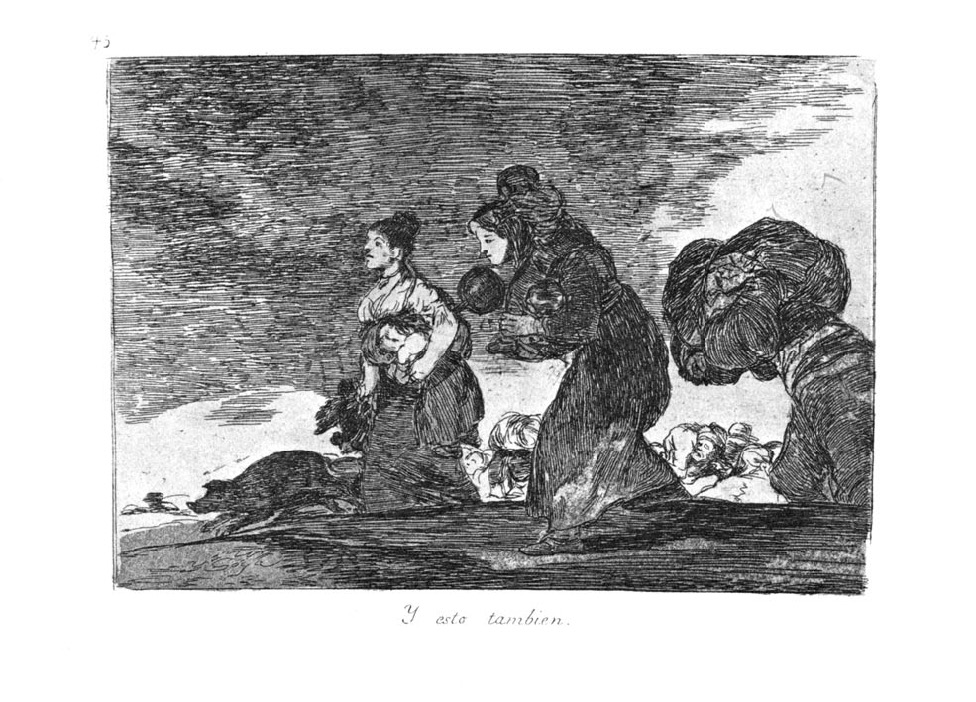
Estampa 45 Títol: Yo esto también.
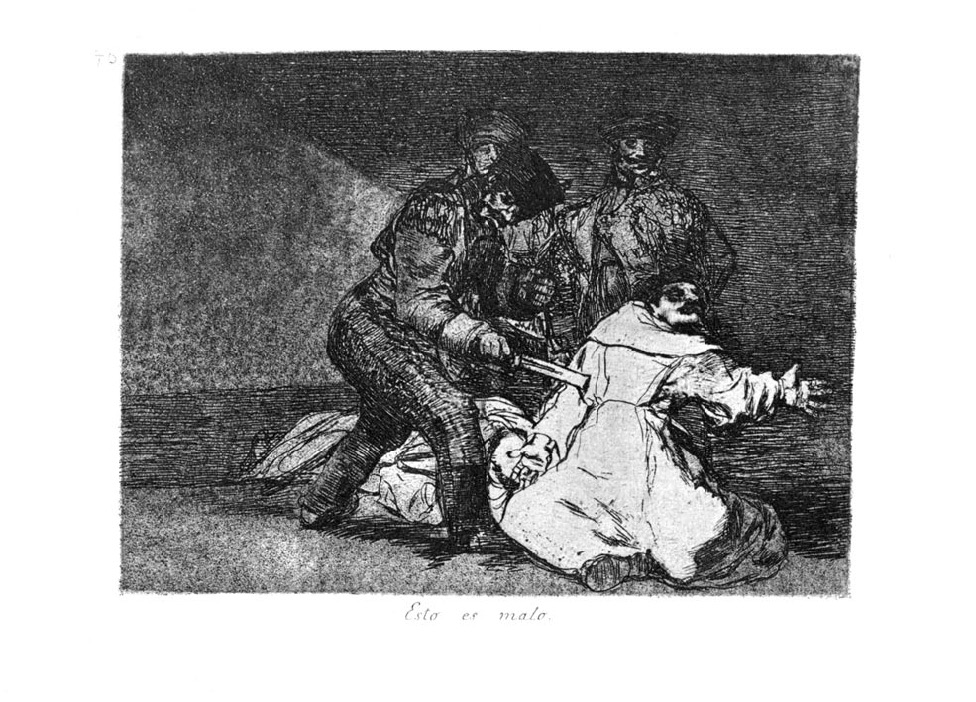
Estampa 46 Títol: Esto es malo.
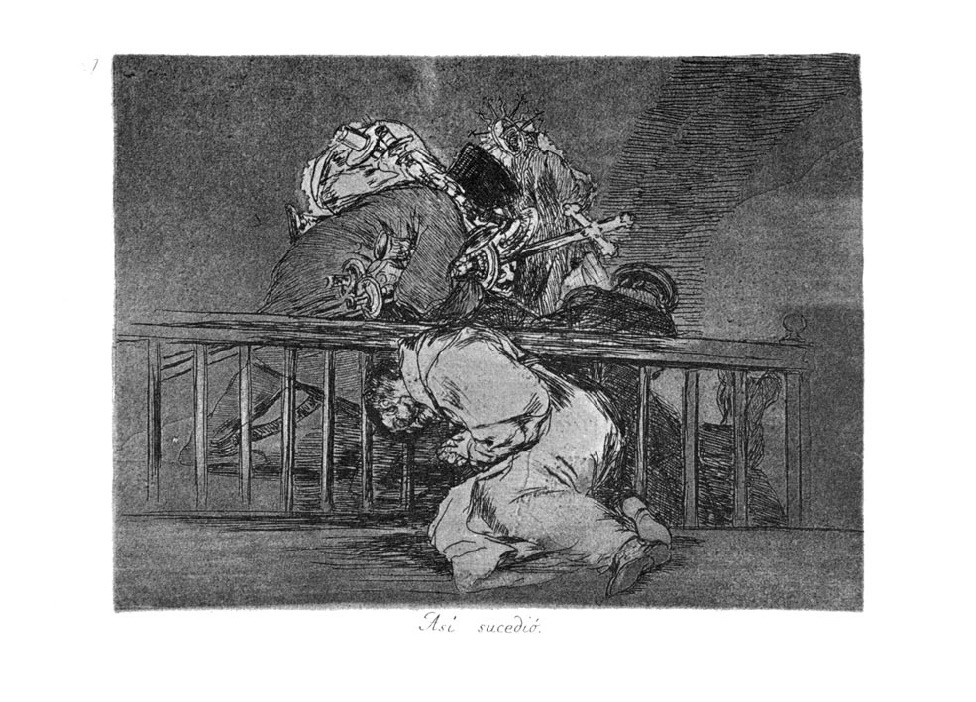
Estampa 47 Títol: Así sudedió.
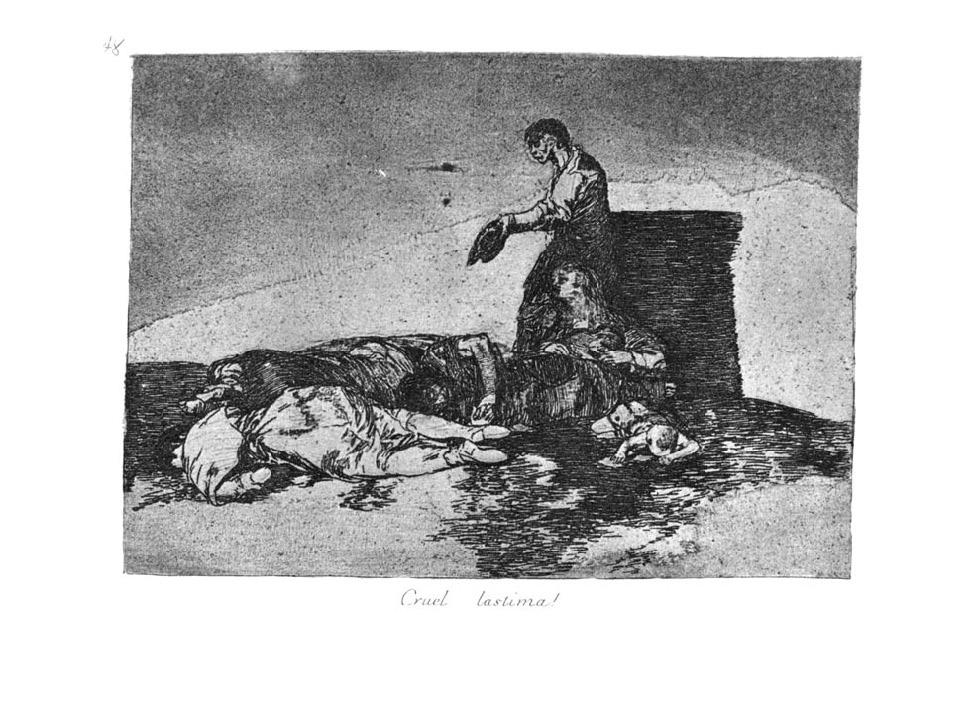
Estampa 48 Títol: ¡Cruel lástima!
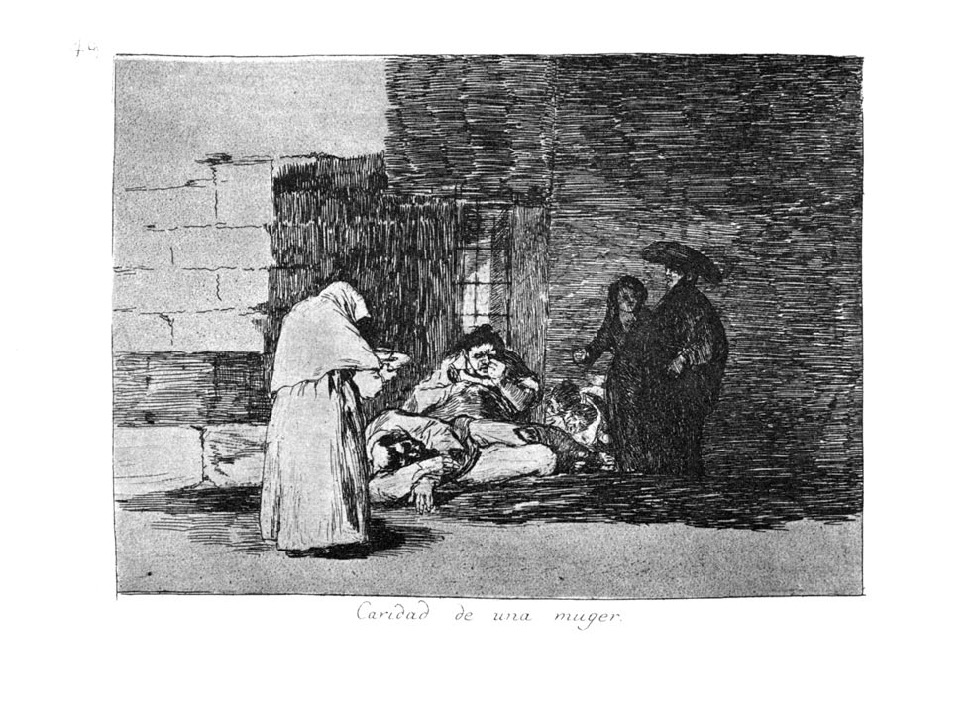
Estampa 49 Títol: Caridad de una mujer.
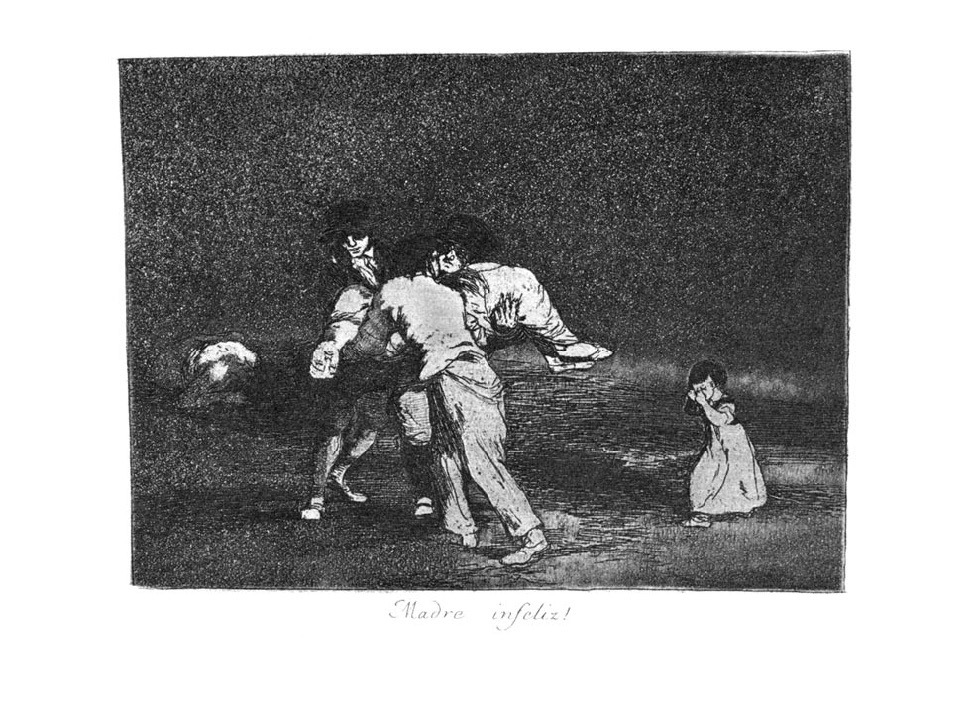
Estampa 50 Títol: ¡Madre infeliz!
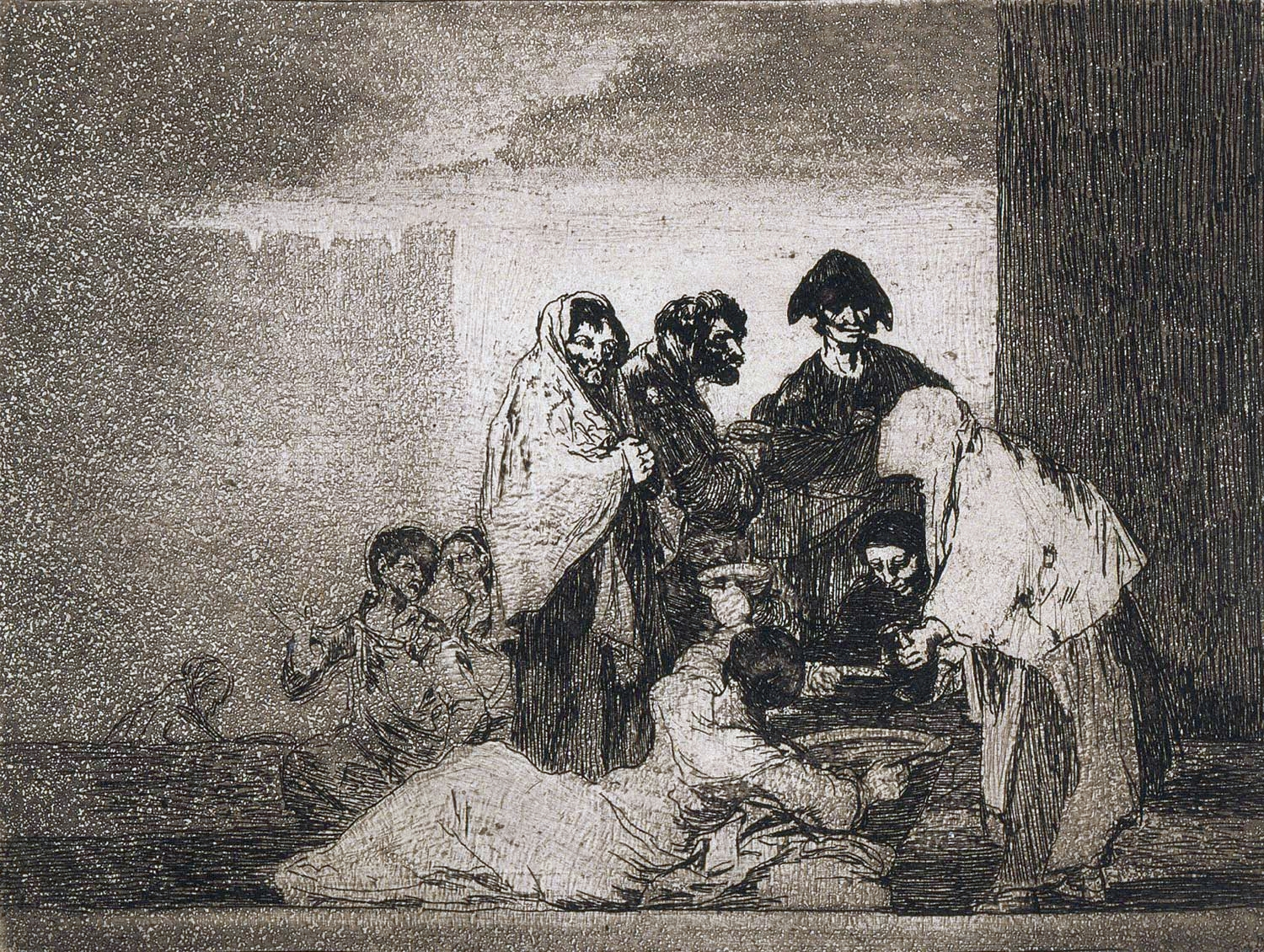
Estampa 51 Títol: Gracias a la almorta.
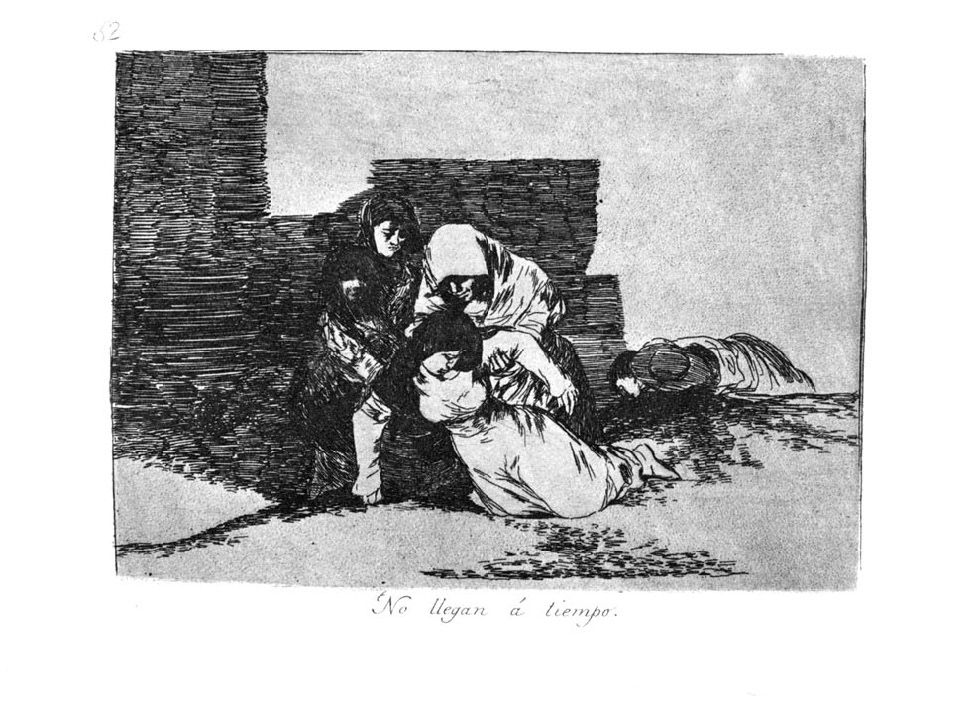
Estampa 52 Títol: No llegan a tiempo.
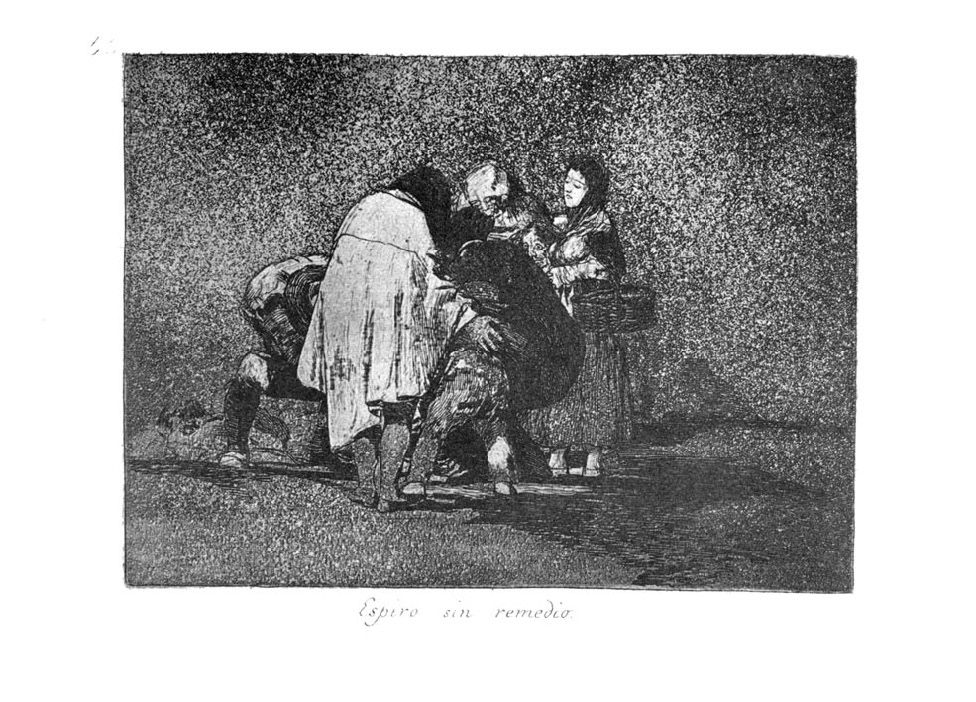
Estampa 53 Títol: Expiró sin remedio.
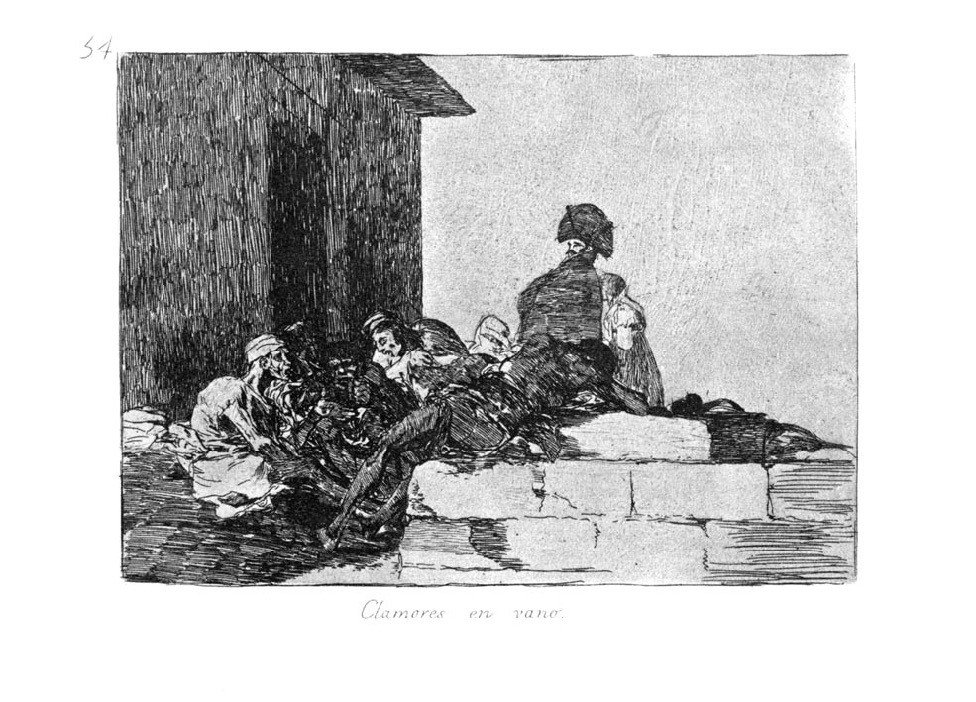
Estampa 54 Títol: Clamores en vano.
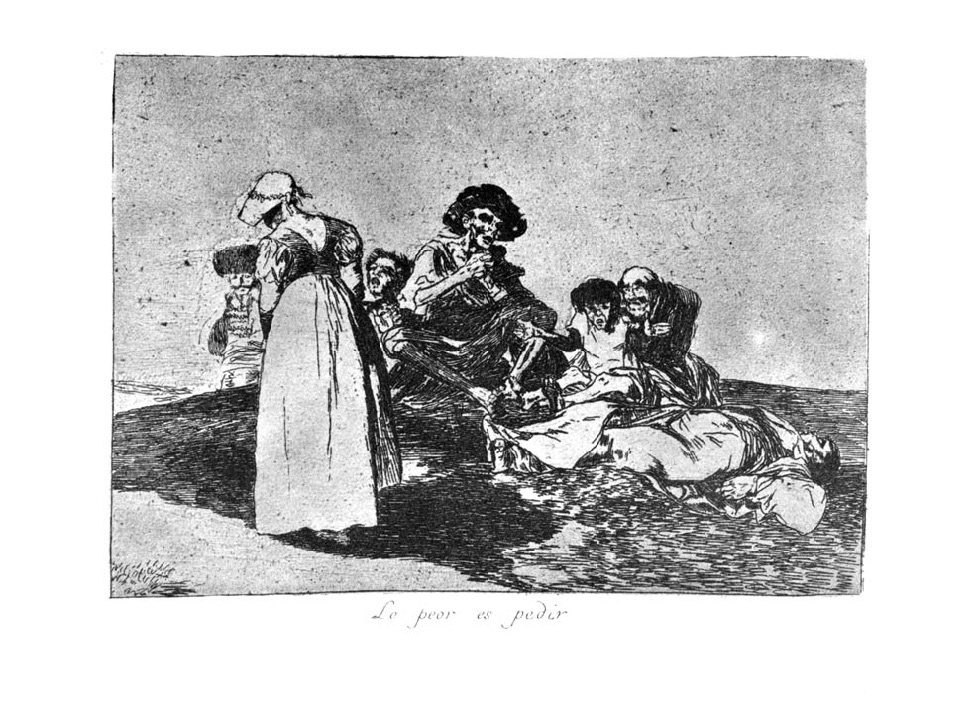
Estampa 55 Títol: Lo peor es pedir.
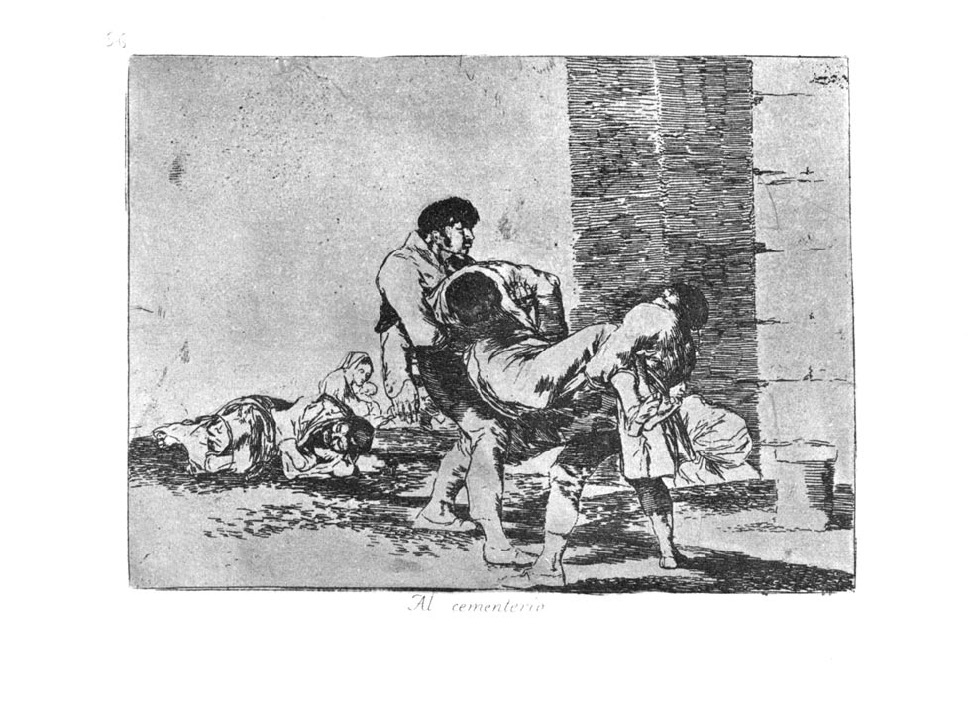
Estampa 56 Títol: Al cementerio.
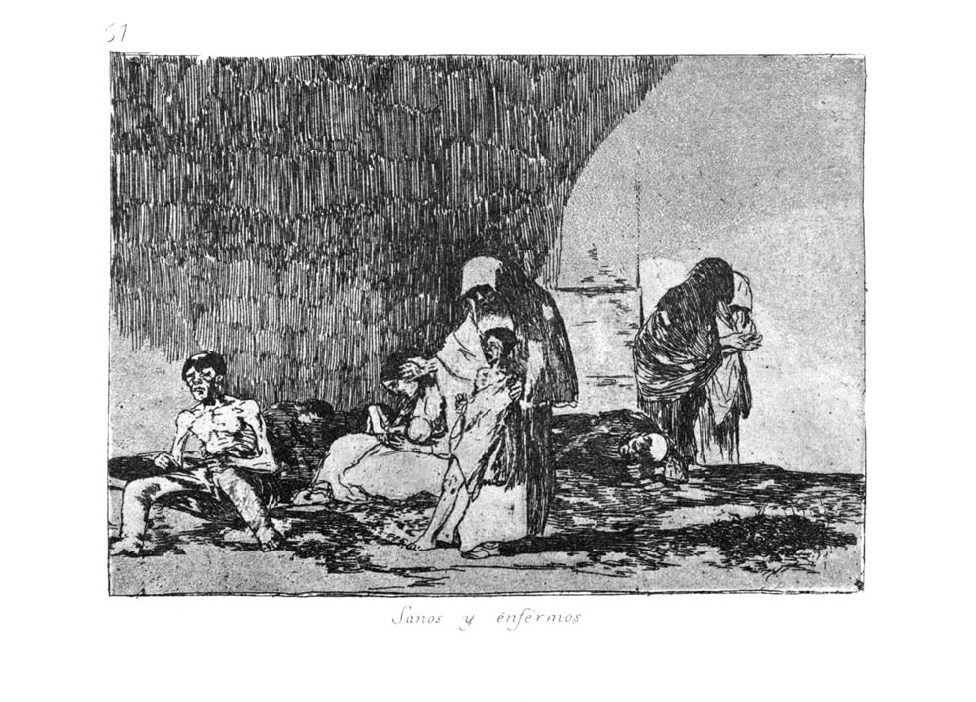
Estampa 57 Títol: Sanos y enfermos.
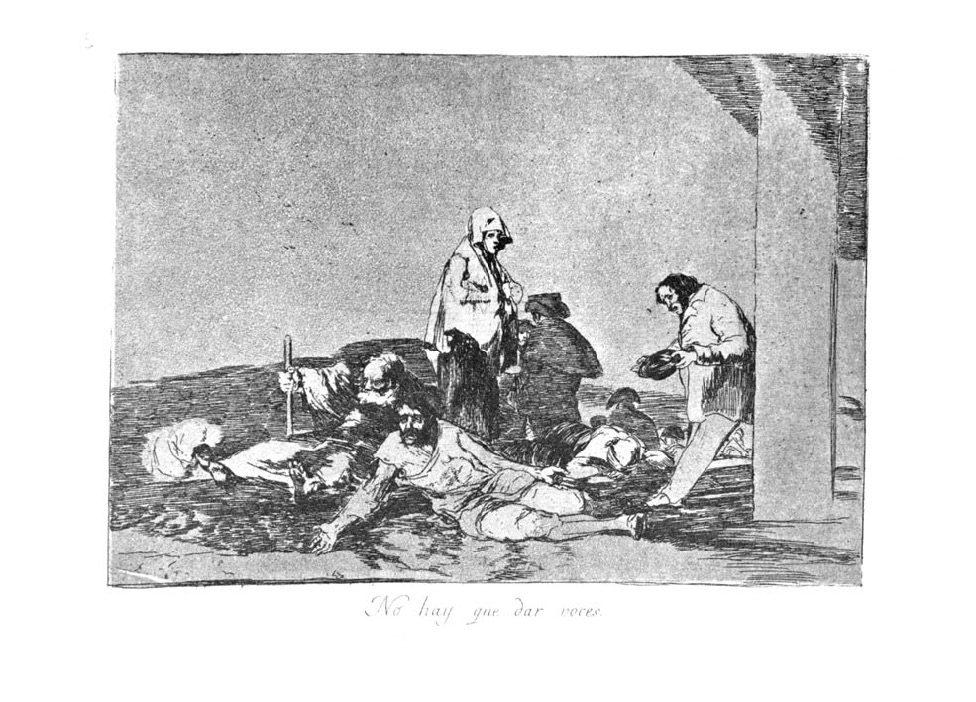
Estampa 58 Títol: No hay que dar voces.
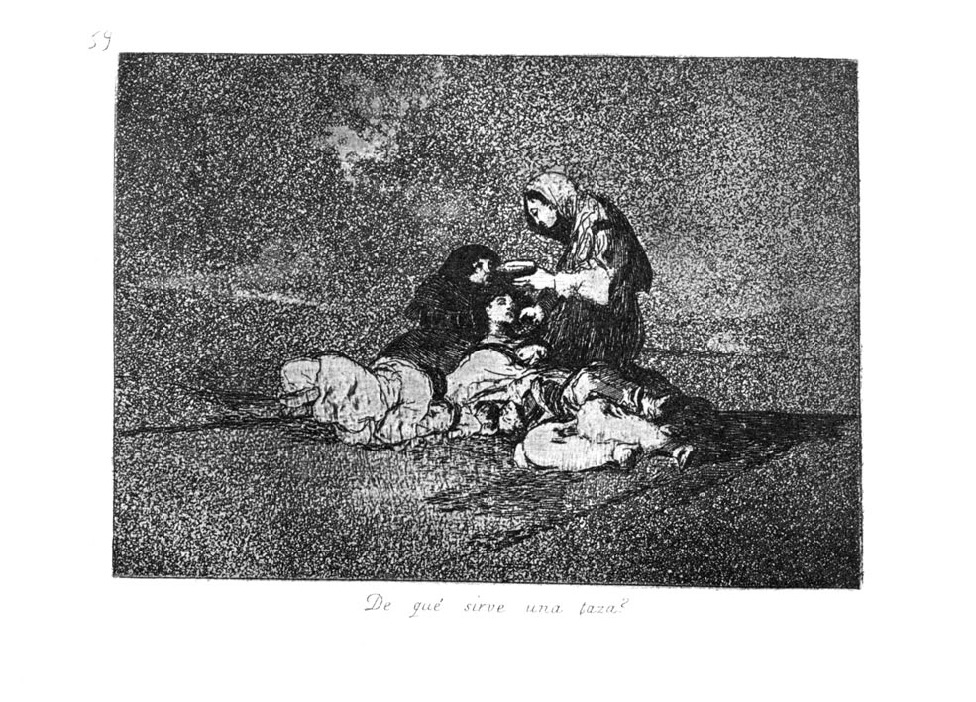
Estampa 59 Títol: ¿De qué sirve una taza?
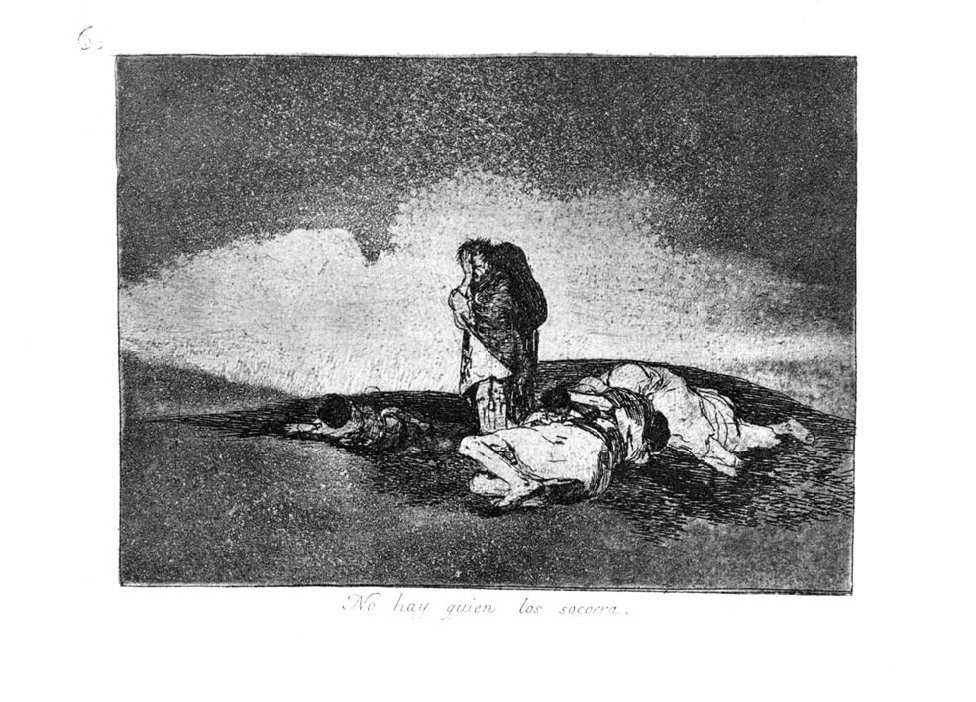
Estampa 60 Títol: No hay quien los socorra.
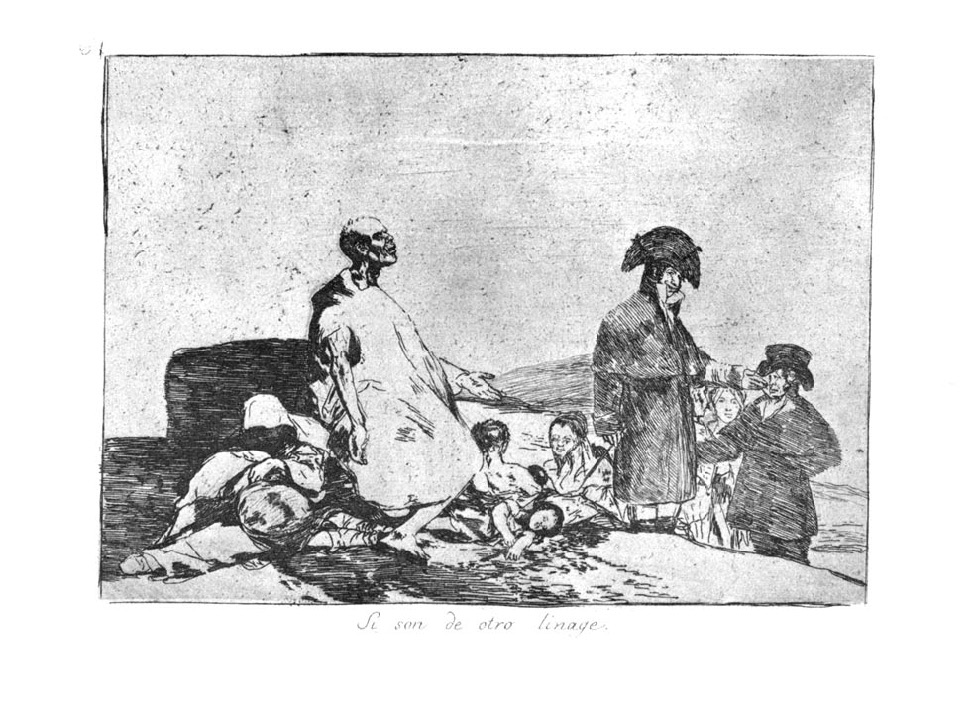
Estampa 61 Títol: Si son de otro linage.
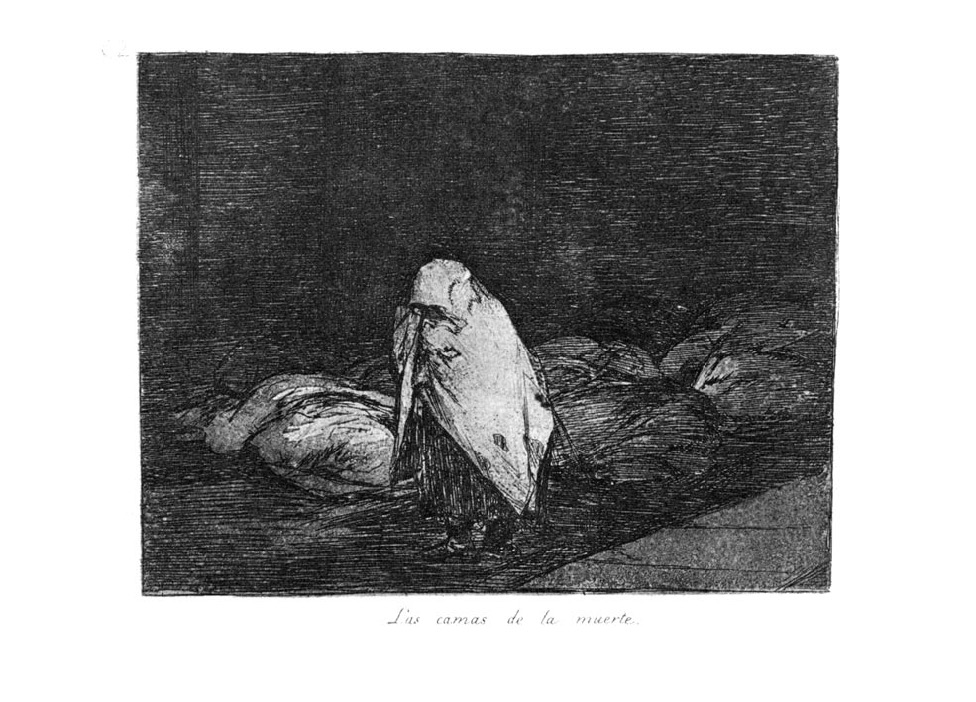
Estampa 62 Títol: Las cama de la muerte.
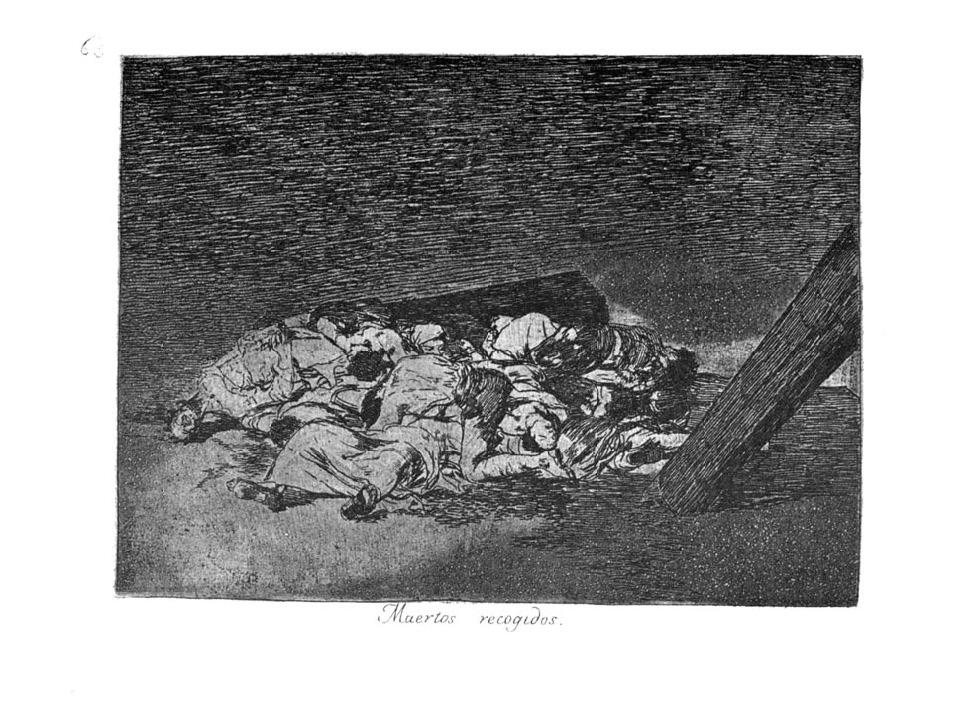
Estampa 63 Títol: Muertos recogidos.
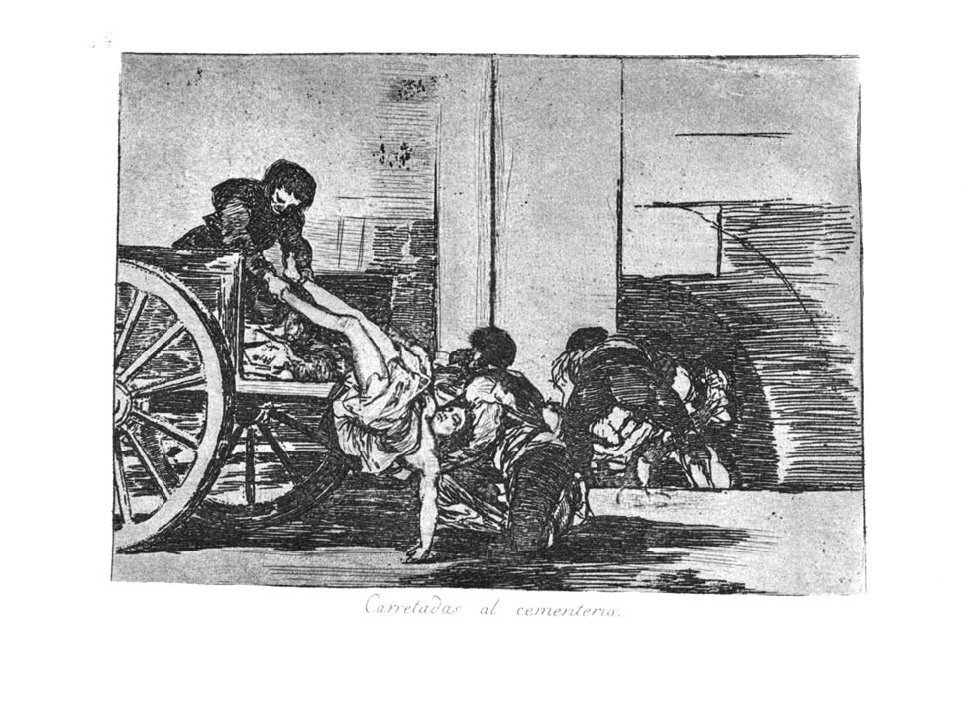
Estampa 64 Títol: Carretadas al cementerio.
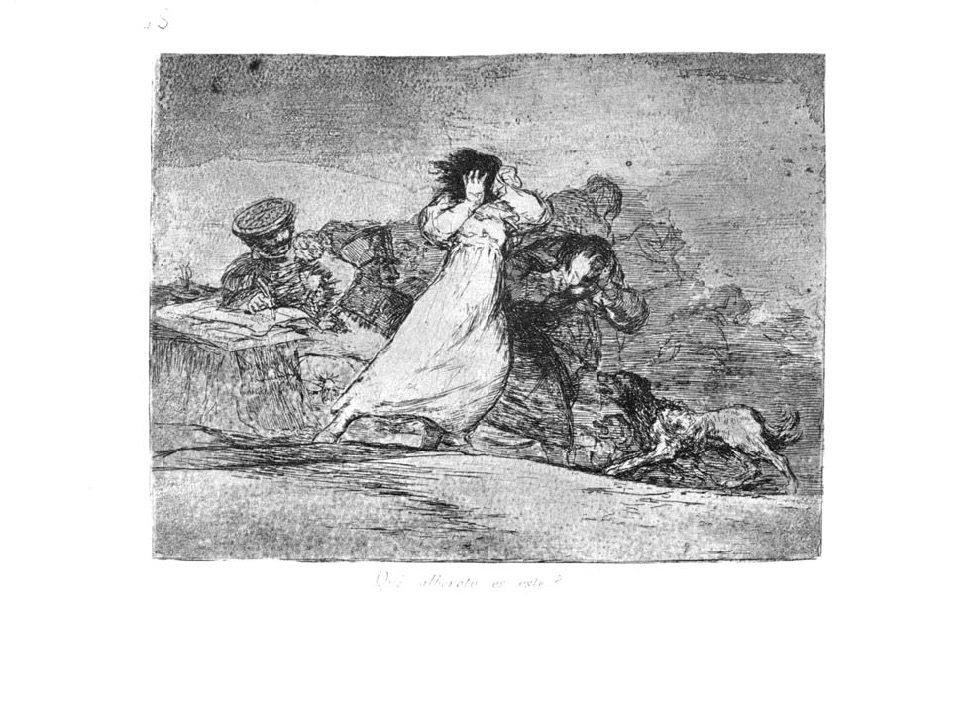
Estampa 65 Títol: ¿Qué alboroto es este?
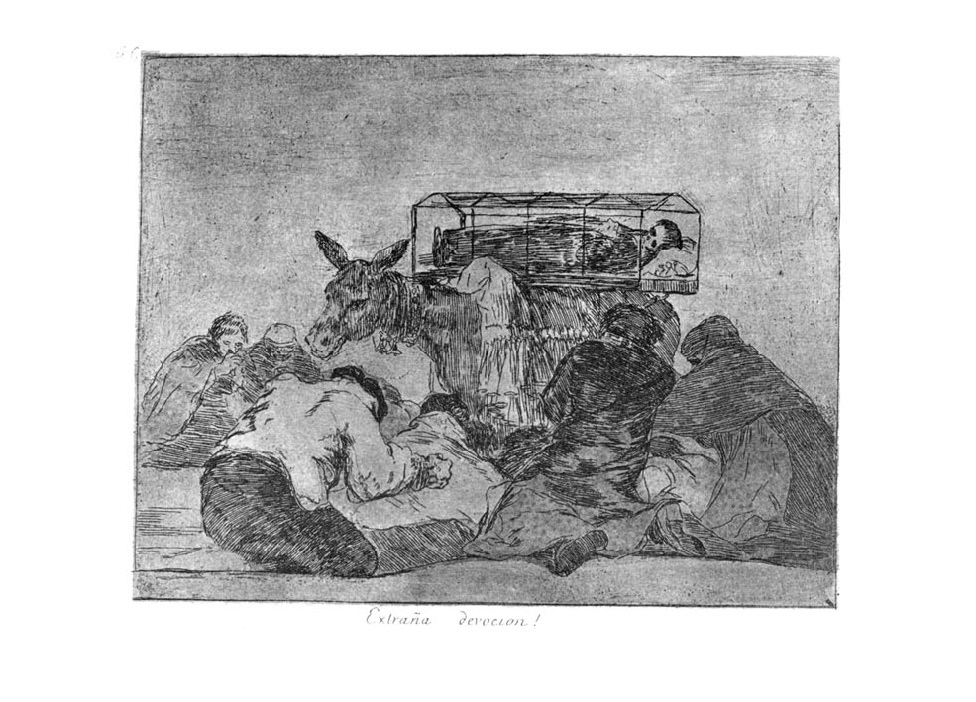
Estampa 66 Títol: ¡Extraña devoción!
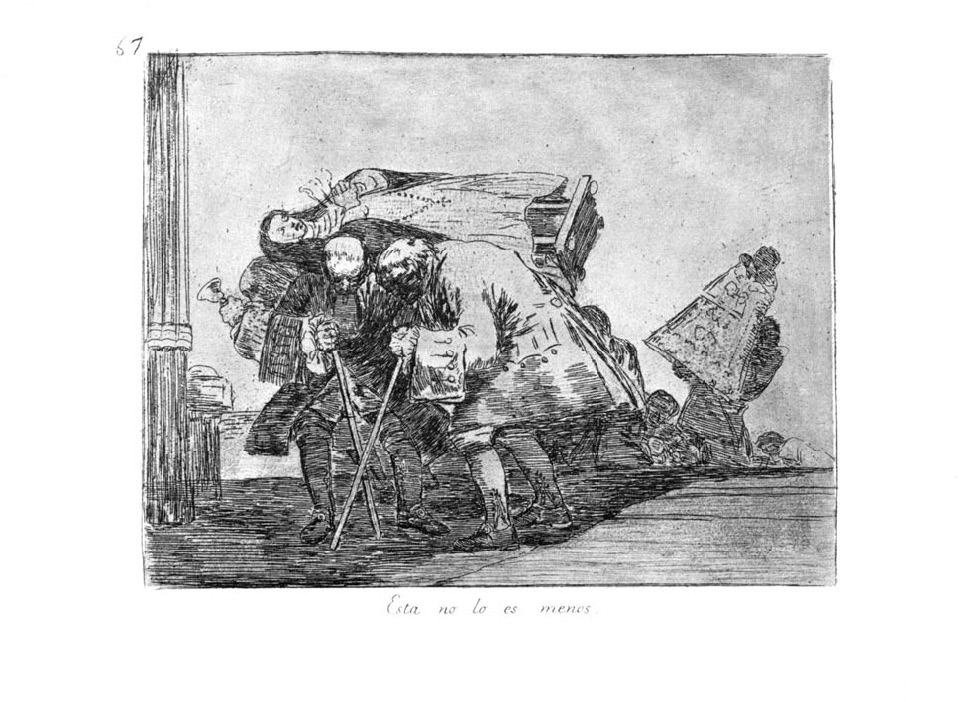
Estampa 67 Títol: Esta no lo es menos.
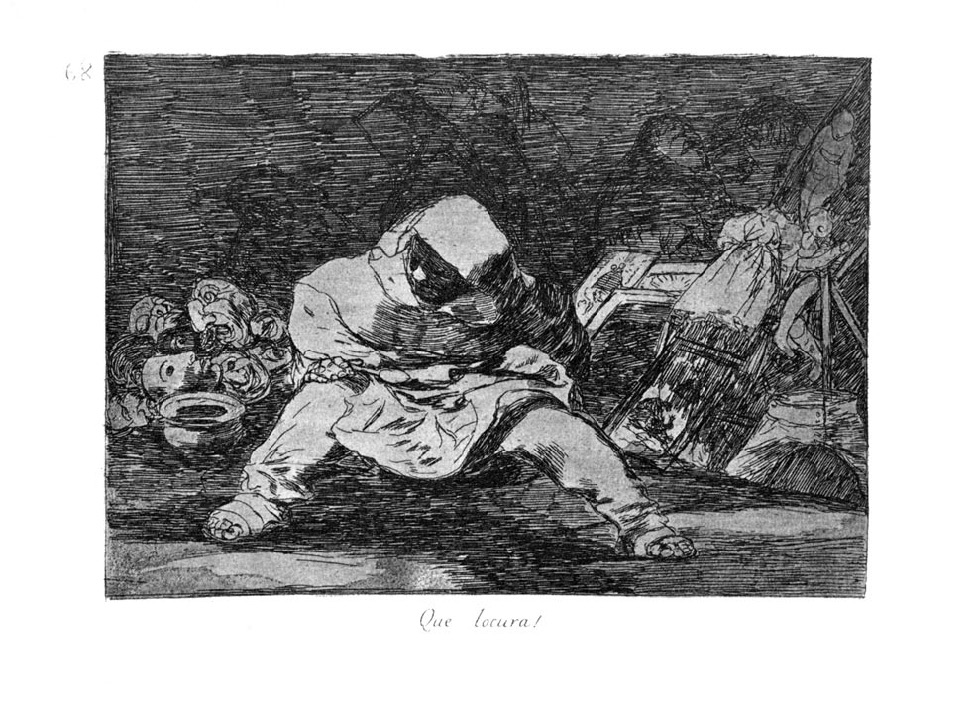
Estampa 68 Títol: ¡Qué locura!
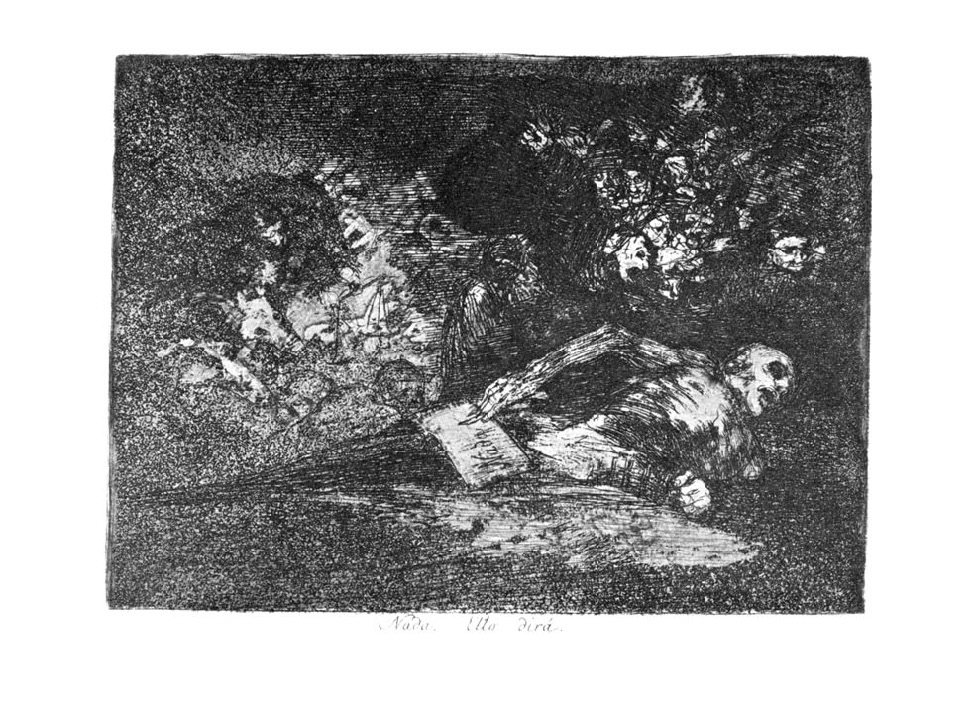
Estampa 69 Títol: Nada. Ello dirá.
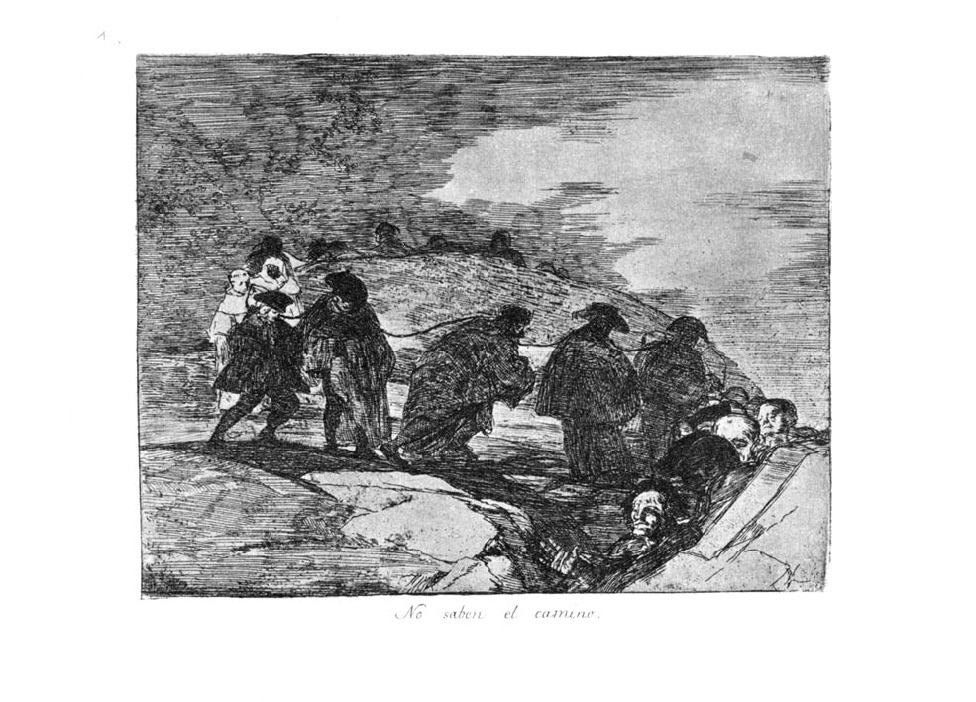
Estampa 70 Títol: No saben el camino.
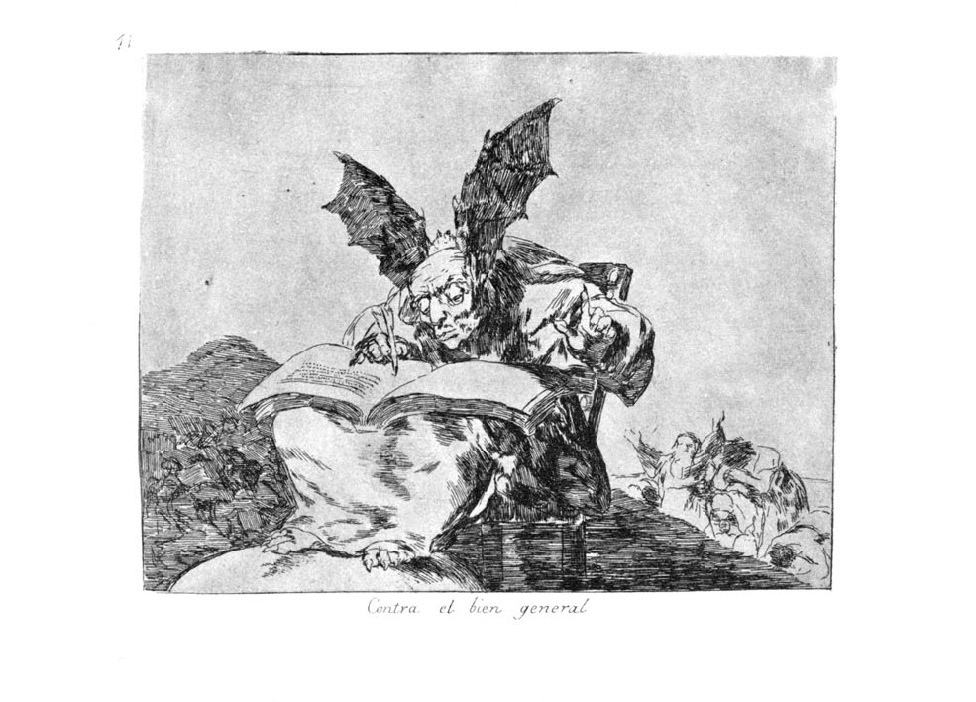
Estampa 71 Títol: Contra el bien general.
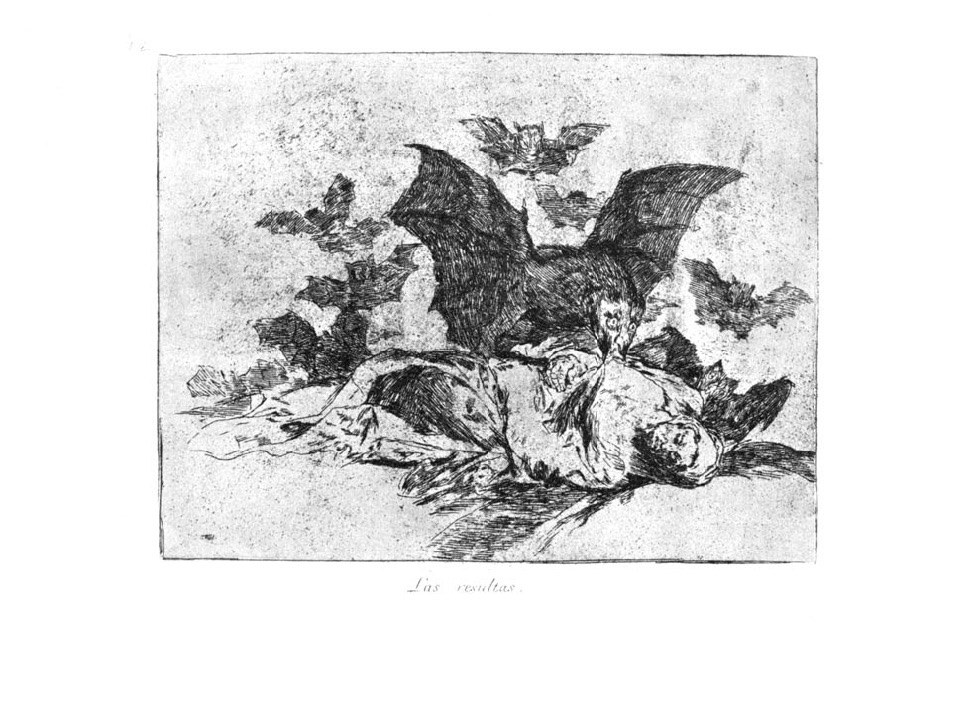
Estampa 72 Títol: Las resultas.
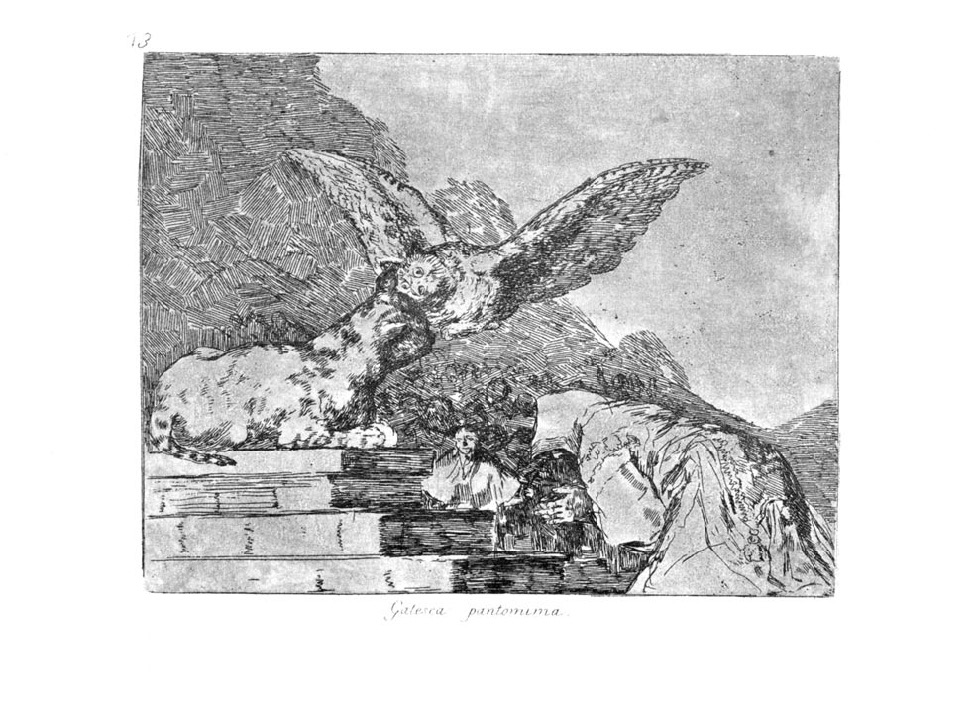
Estampa 73 Títol: Gatesca pantomima.
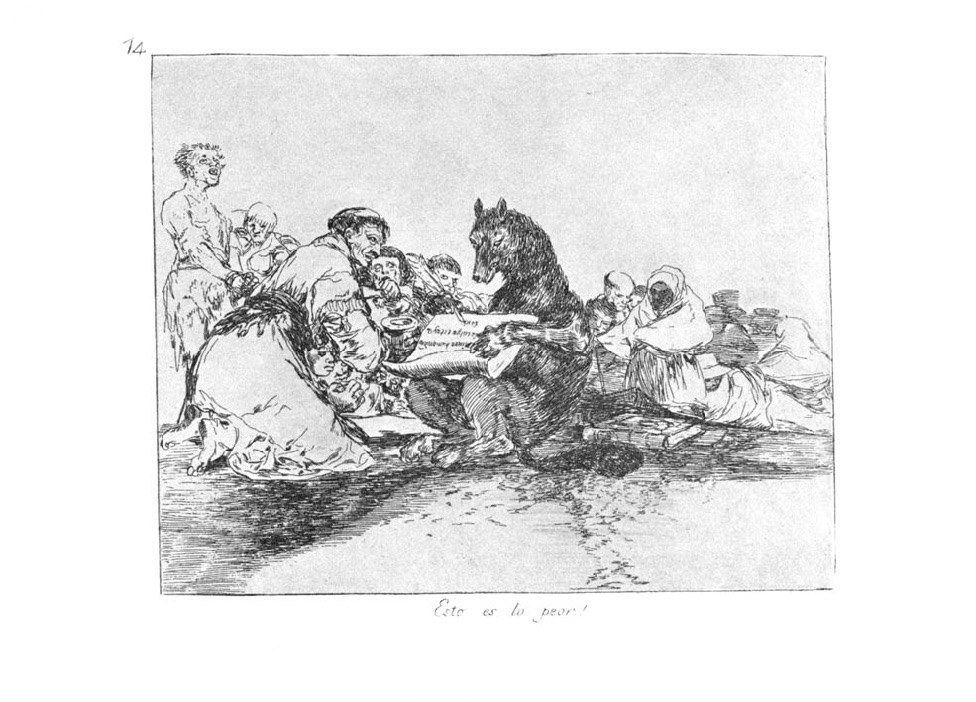
Estampa 74 Títol: ¡Esto es lo peor!
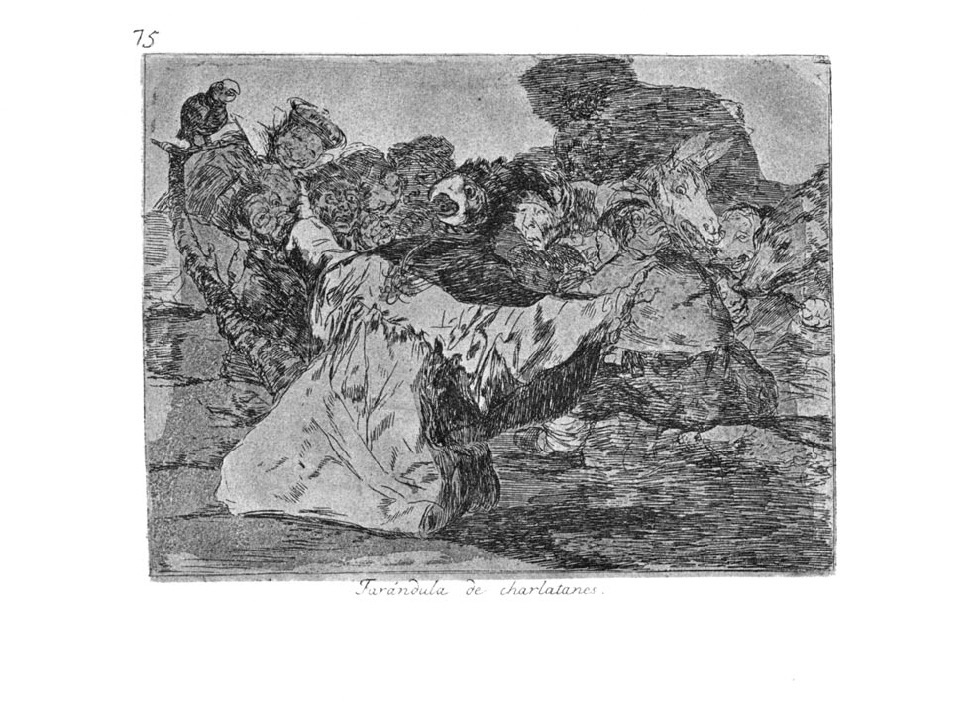
Estampa 75 Títol: Farándula de charlatanes.
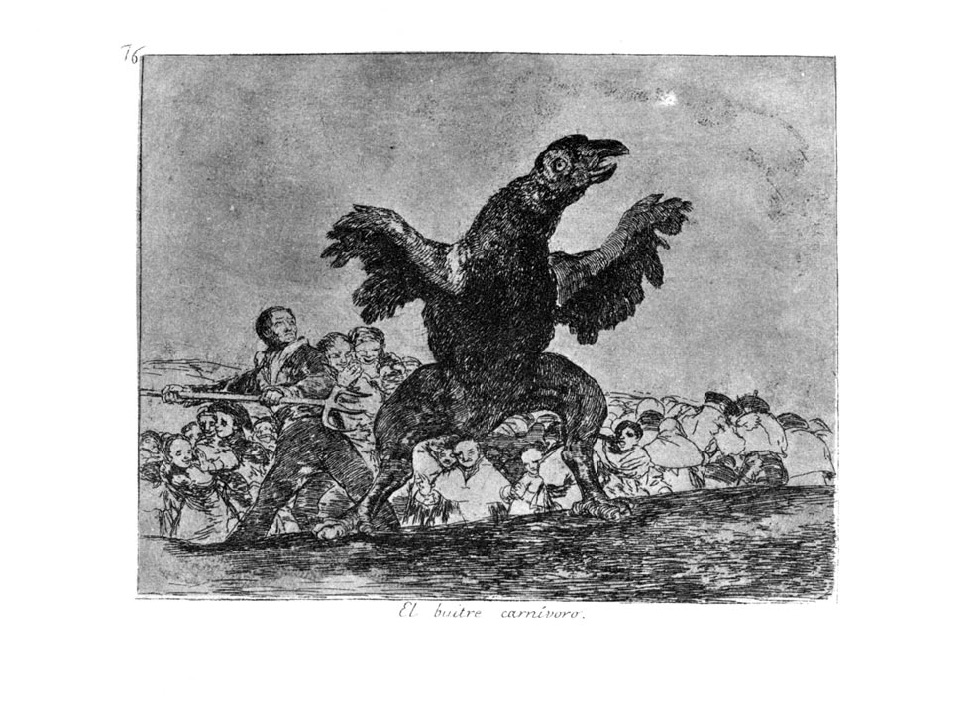
Estampa 76 Títol: El buitre carnívoro.
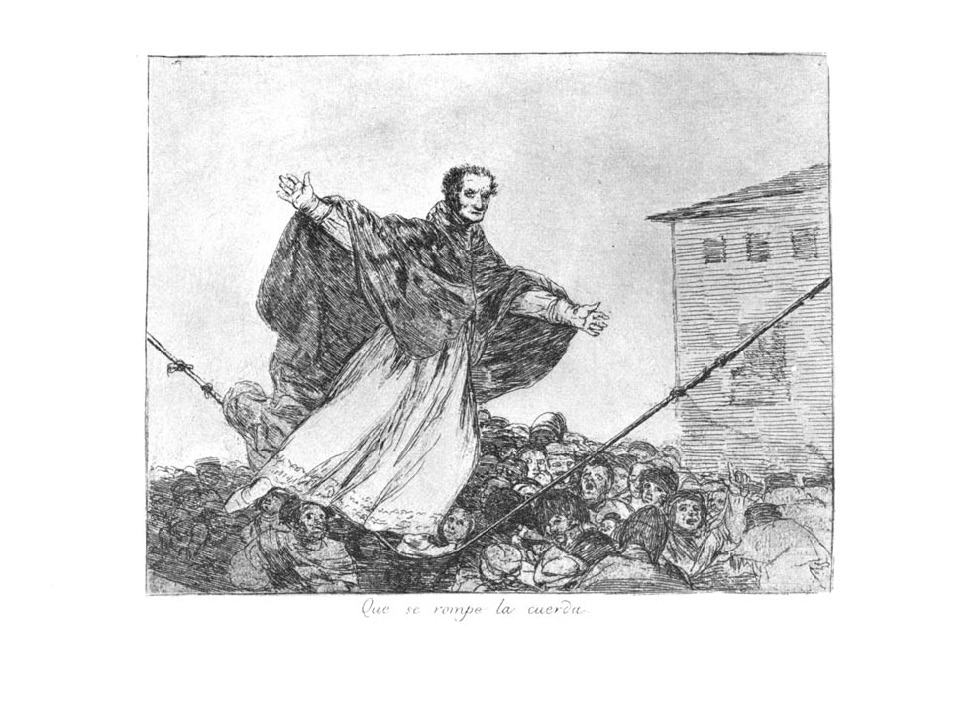
Estampa 77 Títol: Que se rompe la cuerda.
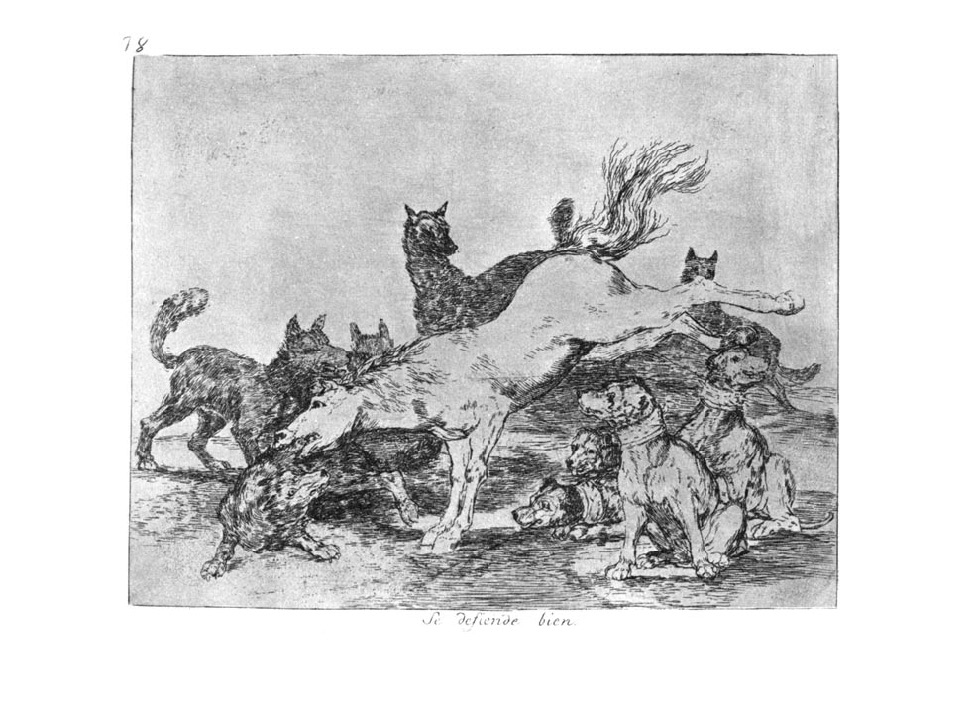
Estampa 78 Títol: Se defiende bien.
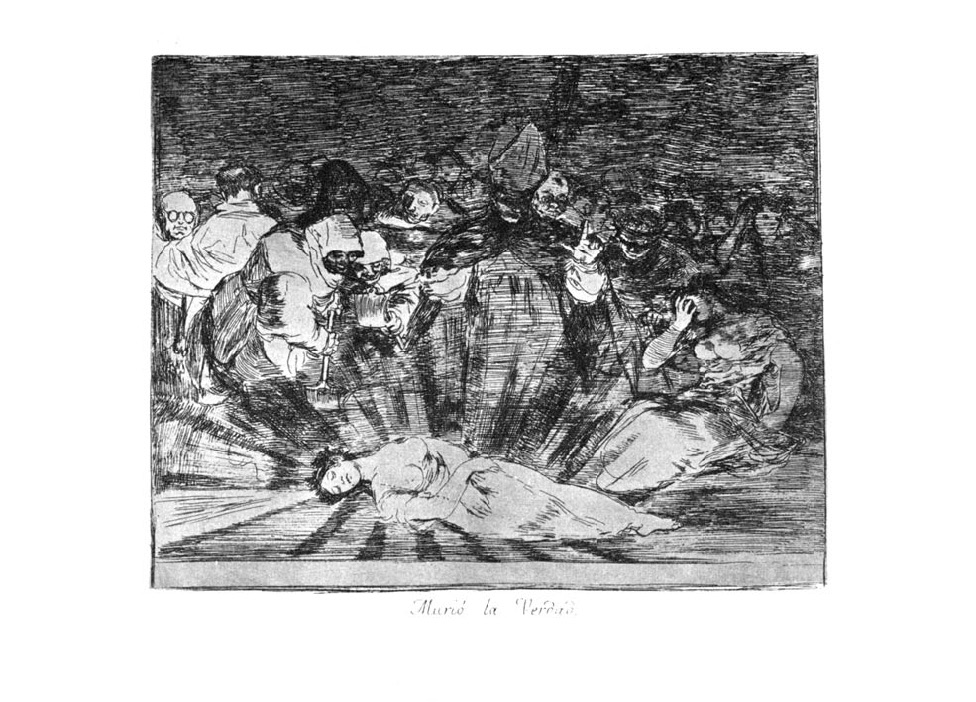
Estampa 79 Títol: Murió la Verdad.
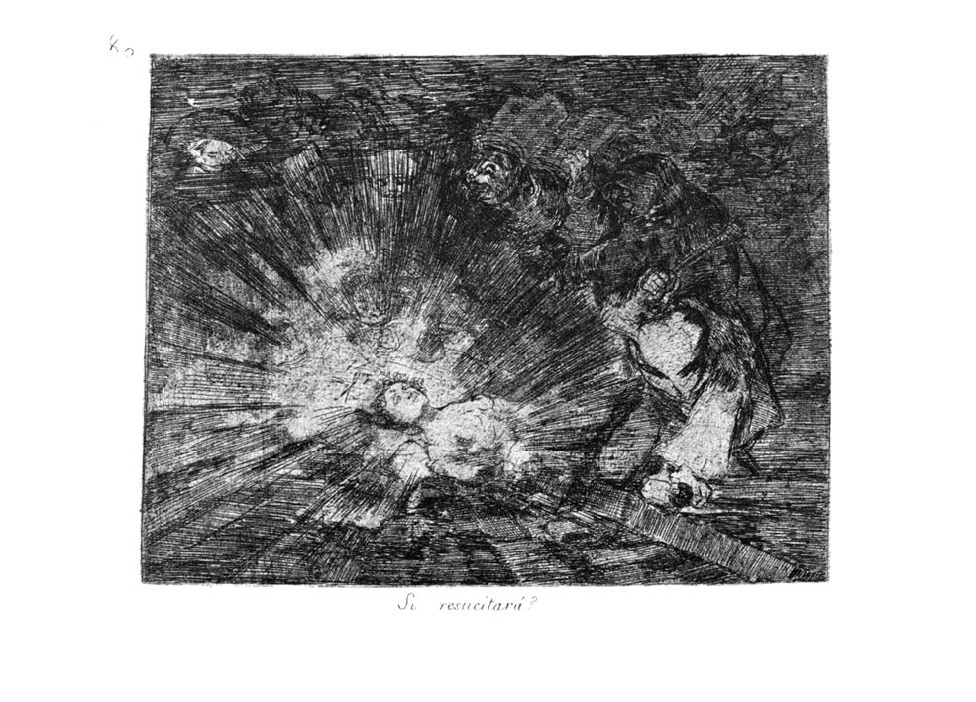
Estampa 80 Títol: ¿Se resucitará?